# Бернини, Джованни Лоренцо
Джованни Лоренцо Бернини (Джан Лоренцо Бернини; итал. Giovanni Lorenzo Bernini; 7 декабря 1598, Неаполь — 28 ноября 1680, Рим) — итальянский архитектор и скульптор. Являлся видным архитектором и ведущим скульптором своего времени, считается создателем стиля барокко в скульптуре. Как отмечалось, «Чем Шекспир является для драматургии, тем Бернини стал для скульптуры: первый панъевропейский скульптор, чье имя мгновенно отождествляется с определённой манерой и видением, и чьё влияние было непомерно сильно…». Кроме того, он был художником (в основном, небольшие работы маслом) и человеком театра: писал, ставил пьесы (по большей части сатирические, для карнавалов) и играл в них и даже проектировал декорации и театральные машины. Также он уделял время созданию декоративных предметов, таких как лампы, столы, зеркала, и даже кареты. Как архитектор и градостроитель он проектировал церкви, капеллы и светские здания, а также разрабатывал крупные объекты, сочетающие в себе архитектуру и скульптуру, такие как публичные фонтаны и надгробные памятники. Известен он и целой серией временных сооружений (из лепнины и дерева), возведённых для похорон и карнавалов.
Бернини обладал способностью не только изобразить драматическое повествование с персонажами, испытывающими сильные переживания, но и организовать масштабные скульптурные проекты, передающие неподдельное величие. Его мастерство в обработке мрамора затмило других скульпторов его поколения, в том числе его соперников, Франсуа Дюкенуа и Алессандро Альгарди, и сделало его достойным преемником Микеланджело. Его талант простирался далеко за пределы скульптуры, он проявлял внимание к окружению, в котором окажется его работа, его умение объединить скульптуру, живопись и архитектуру в единое концептуальное и визуальное целое историк искусства Ирвинг Левин назвал «единством изобразительных искусств». Кроме того, будучи глубоко верующим человеком и работая в Риме периода Контрреформации, Бернини применял свет как театральный и метафорический инструмент в своих религиозных сооружениях, часто используя скрытые источники света, которые могли бы усилить эффект богослужений или повысить драматизм скульптурного повествования.
Бернини и его современники, архитектор Франческо Борромини и художник и архитектор Пьетро да Кортона, сыграли ведущую роль в возникновении римской архитектуры барокко. В начале своей деятельности они вместе работали над Палаццо Барберини, вначале под руководством Карло Мадерно, а после его смерти под руководством Бернини. Однако в дальнейшем между ними разгорелась конкуренция за подряды, которая переросла в откровенную вражду, особенно между Бернини и Борромини. Несмотря на, возможно, бо́льшую архитектурную изобретательность Борромини и Кортоны, художественное превосходство Бернини, особенно в период правления пап Урбана VIII (1623-44) и Александра VII (1655-67), означало, что он забирал самые важные подряды в Риме, крупные проекты по украшению собора Св. Петра, законченного при папе Павле V, и, после добавления Мадерно нефа и фасада, наконец освящённого папой Урбаном VIII, завершившим полтора века проектирования и строительства. Проект площади Святого Петра перед собором работы Бернини стал одним из его самых успешных и новаторских проектов. Внутри собора авторству Бернини принадлежат Балдахин Святого Петра (бронзовый киворий над алтарем, поддерживаемый четырьмя колоннами), кафедра Святого Петра в апсиде, капелла Святого Причастия в правом нефе и украшения (пол, стены и арки) в новом нефе.
На протяжении своей долгой карьеры Бернини выполнял множество заказов и большинство из них было связано со Святым Престолом. В ранние годы он попал в поле зрения кардинала-племянника Шипионе Боргезе, и в 1621 году, в возрасте 23 лет, был посвящён в рыцари папой Григорием XV. При восшествии на престол следующий папа Урбан VIII, как сообщается, заметил: «Это большая удача для вас, кавалер, что вы смогли узреть, как кардинала Маффео Барберини сделали папой. Однако нам повезло ещё больше, что мы имеем кавалера Бернини при своём понтификате.». Хотя при правлении Иннокентия X он не достиг больших успехов, в период правления Александра VII он восстановил своё художественное доминирование и при Клименте IX по-прежнему был в почёте.
Бернини и другие мастера оказались забыты в период неоклассической критики барокко. Только в конце XIX века искусствоведы в поисках понимания художественного произведения в культурном контексте, в котором оно было произведено, пришли к признанию достижений Бернини и восстановили его репутацию. Искусствовед Говард Хиббард заключил, что в XVII веке «не было скульптора или архитектора сравнимого с Бернини».

## Биография

### Ранние годы
Бернини родился в 1598 году в Неаполе в семье Анжелики Галанте и скульптора-маньериста Пьетро Бернини, родом из Флоренции. Он был шестым ребёнком из тринадцати. В 1606 году, в возрасте восьми лет он сопровождал своего отца в Рим, где тот участвовал в нескольких крупных проектах. Там на талантливого мальчика обратили внимание художник Аннибале Карраччи и папа Павел V, и вскоре он обрёл покровителя — кардинала-племянника Шипионе Боргезе.
Первые работы Бернини были вдохновлены классической скульптурой Древней Греции и Рима.

### Первые работы для кардинала Боргезе

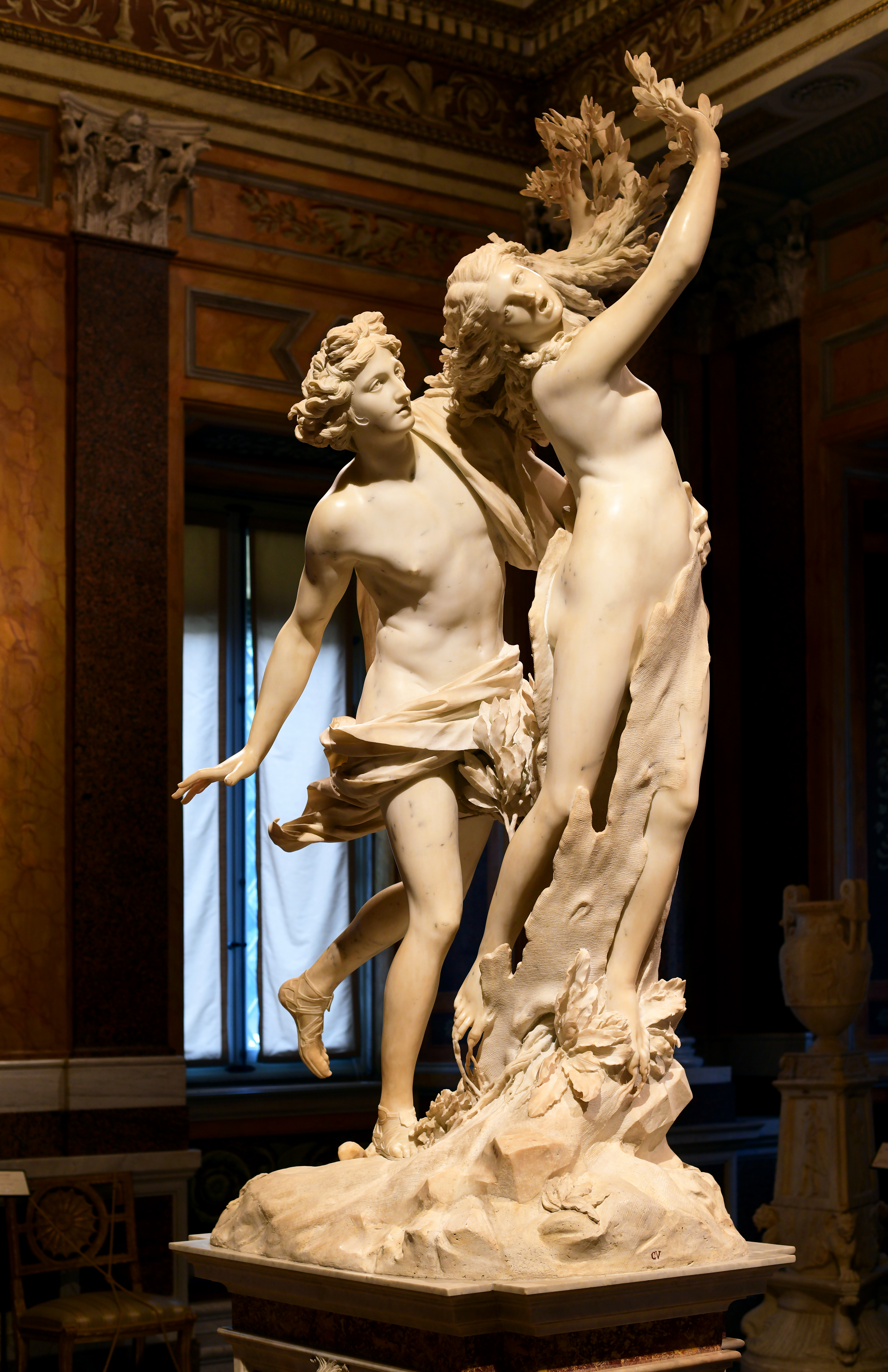
Аполлон и Дафна. 1622—1625. Галерея Боргезе. Рим

Под покровительством богатого и могущественного кардинала Боргезе, молодой Бернини быстро стал видным скульптором. Среди его ранних работ для кардинала можно назвать скульптуру для сада виллы Боргезе «Амалфея с младенцем Зевсом и юным сатиром» и несколько аллегорических бюстов, в числе которых «Проклятая душа» и «Блаженная душа». К двадцати двум годам Бернини уже считался достаточно талантливым скульптором, чтобы поручить ему изобразить самого папу; бюст Павла V находится теперь в Музее Гетти.
Однако окончательно репутация Бернини утвердилась после четырёх шедевров, созданных в период 1619—1625 гг. и ныне демонстрируемых в Галерее Боргезе в Риме. Искусствовед Рудольф Виттковер отметил, что эти четыре работы — «Эней, Анхиз и Асканий» (1619), «Похищение Прозерпины» (1621—1622), «Аполлон и Дафна» (1622—1625) и «Давид» (1623—1624) — «открыли новую эру в истории европейской культуры». Эта точка зрения разделяется и другими учёными. Соединив классическое великолепие скульптур Ренессанса и динамичную энергию периода маньеризма, Бернини создал новую концепцию для религиозных и исторических скульптур, наполненных драматическим реализмом, волнующими эмоциями и с динамичной сценической композицией. Ранние скульптурные группы и портреты Бернини являют собой манифест «власти человеческого тела в движении и технического совершенства, с которым могут соперничать лишь величайшие мастера античности».
В отличие от сделанных его предшественниками, скульптуры Бернини сосредоточены на определённых моментах повествовательной напряженности в историях, которые пытаются рассказать: семья Энея, покидающая горящую Трою; момент, когда Плутон наконец схватил убегающую Персефону; момент, когда Аполлон видит, как его возлюбленная Дафна начинает превращаться в дерево. Всё это мимолетные, но наиболее драматичные моменты каждой истории. «Давид» Бернини ещё один пример этого. В отличие от неподвижного идеализированного «Давида» работы Микеланджело, изображённого с пращой в одной руке и камнем в другой, в ожидании сражения, или подобные же версии других мастеров Ренессанса, включая Донателло, которые изображают Давида в момент триумфа после боя с Голиафом, Бернини показывает Давида в разгаре битвы, готовящимся пустить камень в великана. Чтобы подчеркнуть эти моменты и быть уверенным, что зрители их оценят, Бернини задумывал для каждой скульптуры определённую точку обзора. На вилле Боргезе скульптуры были расставлены так, чтобы первый взгляд зрителя пришёлся на наиболее драматичный момент.
Результатом такого подхода стал большой психологический заряд, вложенный в скульптуры, так что зрители могли понять состояние персонажей и лучше понять историю, о которой повествует произведение: рот Дафны, открытый в страхе и изумлении; сосредоточенный Давид, решительно закусивший губу; Прозерпина, отчаянно пытающаяся освободиться. Кроме психологического реализма автор уделял много внимания физическим деталям. Взлохмаченные волосы Плутона, податливая плоть Прозерпины, листья, начинающие покрывать Дафну, — всё это демонстрирует, с каким восторгом и точностью Бернини переносил реальные формы в мрамор.

### Папский художник

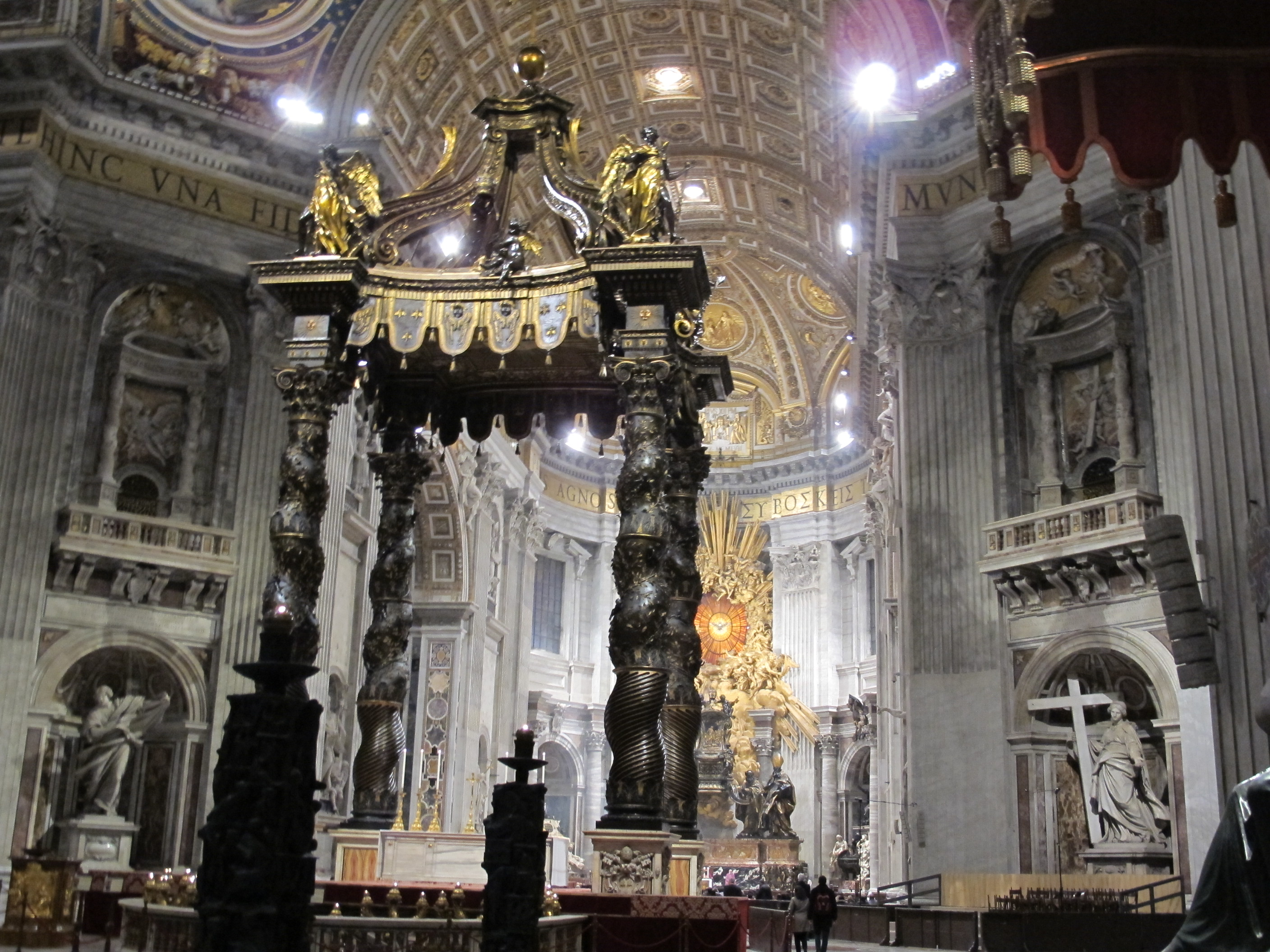
Бронзовый киворий над гробницей Св. Апостола Петра в соборе Св. Петра в Ватикане. 1624—1633

В 1623 году, после восшествия кардинала Маффео Барберини на папский престол в качестве папы Урбана VIII, Бернини приобрёл почти исключительное покровительство семьи Барберини, что привело к резкому расширению горизонтов мастера. Теперь он не только ваял скульптуры для частных резиденций, но и играл весьма значительную роль в масштабах города, как скульптор, архитектор и градостроитель. Об этом говорят и его официальные должности — «хранитель папского художественного собрания, директор папской литейной в замке Сант-Анджело, заведующий фонтанами на Пьяцца Навона». Эти посты дали Бернини возможность демонстрировать свои разносторонние таланты по всему городу. К большому неудовольствию более именитых архитекторов, после смерти Карло Мадерно в 1629 году, Бернини был назначен главным архитектором собора Святого Петра и его работа и художественное видение попали в символическое сердце Рима.
Киворий Святого Петра был центральным элементом его амбициозного плана по украшению недавно законченного, но ещё не декорированного собора Святого Петра. Массивный киворий из позолоченной бронзы над гробницей святого Петра, поддерживаемый четырьмя колоннами, вознёсся почти на 30 метров над землёй и стоил около 200 000 скуди (приблизительно 8 млн долларов на начало XXI века). Как заметил один из искусствоведов, «никто прежде не видел ничего подобного». После балдахина Бернини взялся за полномасштабное украшение массивных столпов в центре собора, поддерживающих купол. Это включало в себя создание четырёх колоссальных статуй в нишах столпов, среди них «Святой Лонгин» работы самого Бернини (три других принадлежат авторству Франсуа Дюкенуа, Франческо Моки и Андреа Больджи, ученика Бернини). Бернини также начал работы над усыпальницей Урбана VIII, законченной только после смерти Урбана в 1644 году, одной из длинной и примечательной серии усыпальниц и надгробных памятников, которой известен Бернини и которую часто копировали последующие мастера из-за сильного влияния Бернини на этот жанр.

Несмотря на свою занятость на архитектурном поприще, Бернини продолжал создавать художественные произведения, свидетельствующие о совершенствовании его портретной техники и способности передать личностные характеристики, которые он видел в своих натурщиках.

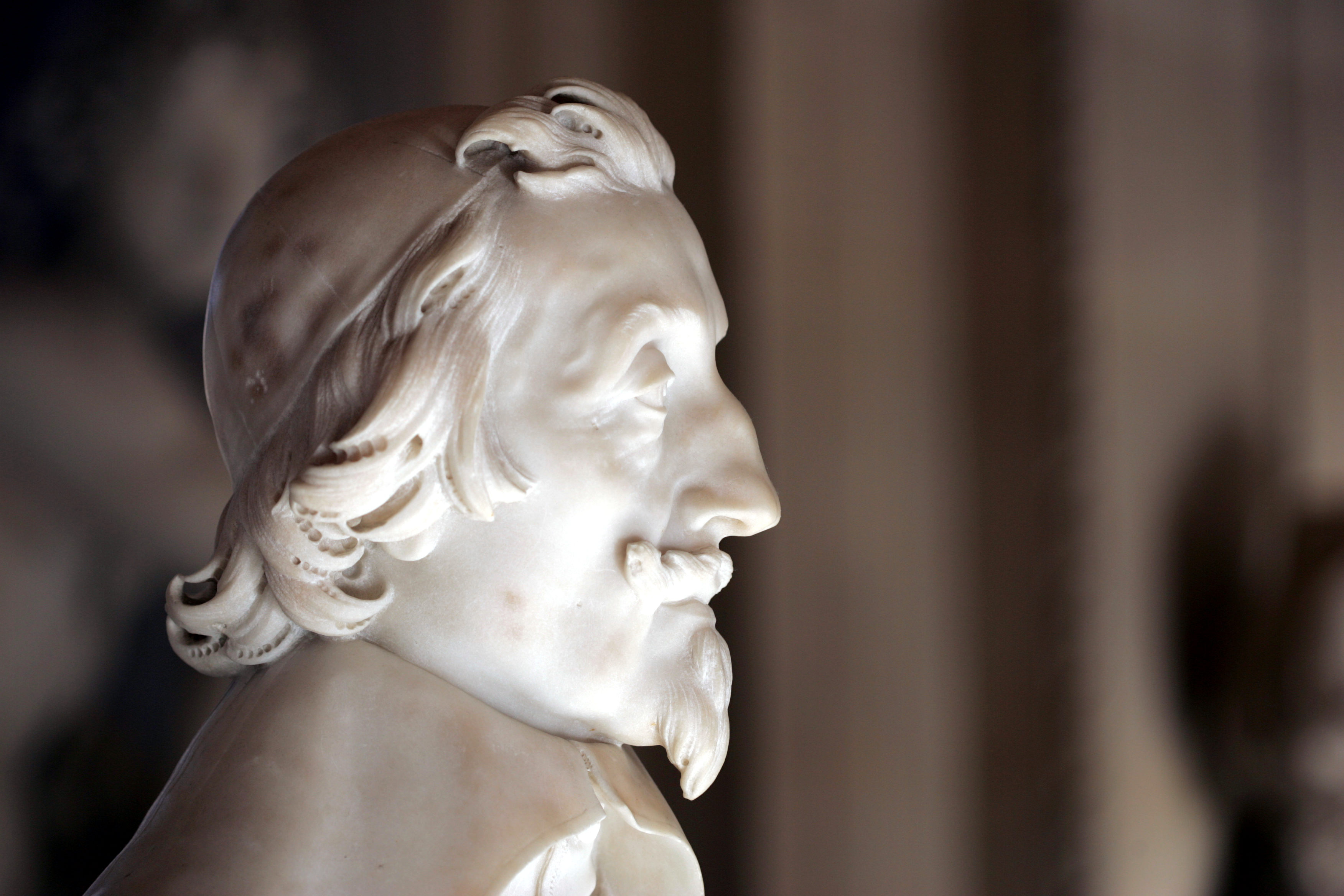
Бюст кардинала Ришельё (1640—1641)

 Среди произведений того периода стоит упомянуть бюсты папы Урбана VIII, бюст Франческо Барберини и особенно два бюста Шипионе Боргезе — второй из которых был изваян Бернини, когда в мраморе первого обнаружился изъян. Мимолетность выражения лица Шипионе часто отмечается искусствоведами, как пример характерной для эпохи Барокко попытки передать движение в статике. По выражению Рудольфа Виттковера, «такое чувство, что в мгновение ока может измениться не только поза и выражение лица, но и складки мантии».
Говоря о мраморных портретах, нельзя не упомянуть бюст Констанцы Буонарелли, необычный стоящей за ним страстью (по сути, это первое в европейской истории мраморное изображение неаристократки, сделанное известным мастером). У Бернини был роман с Констанцей, женой одного из его помощников. Когда Бернини заподозрил её в романе со своим братом, то жестоко избил его и послал слугу изрезать ей лицо бритвой. Разгорелся скандал, но вмешался папа Урбан VIII, и Бернини отделался штрафом.
Начиная с середины 1630-х годов, Бернини получил известность в Европе как один из самых искусных мастеров мраморного портрета и начал получать заказы из-за пределов Рима, к примеру от кардинала Ришельё, Франческо I д’Эсте, английского короля Карла I и Генриетты Марии Французской. Скульптуру Карла I Бернини изваял в Италии с тройного портрета короля работы Ван Дейка, хотя и предпочитал работать с живыми натурщиками. Бюст Карла I был утрачен при пожаре в Уайтхолле в 1698 году и теперь известен только по рисункам и копиям, а изображение Генриетты так и не было создано из-за начала Английской революции.

### При Иннокентии X

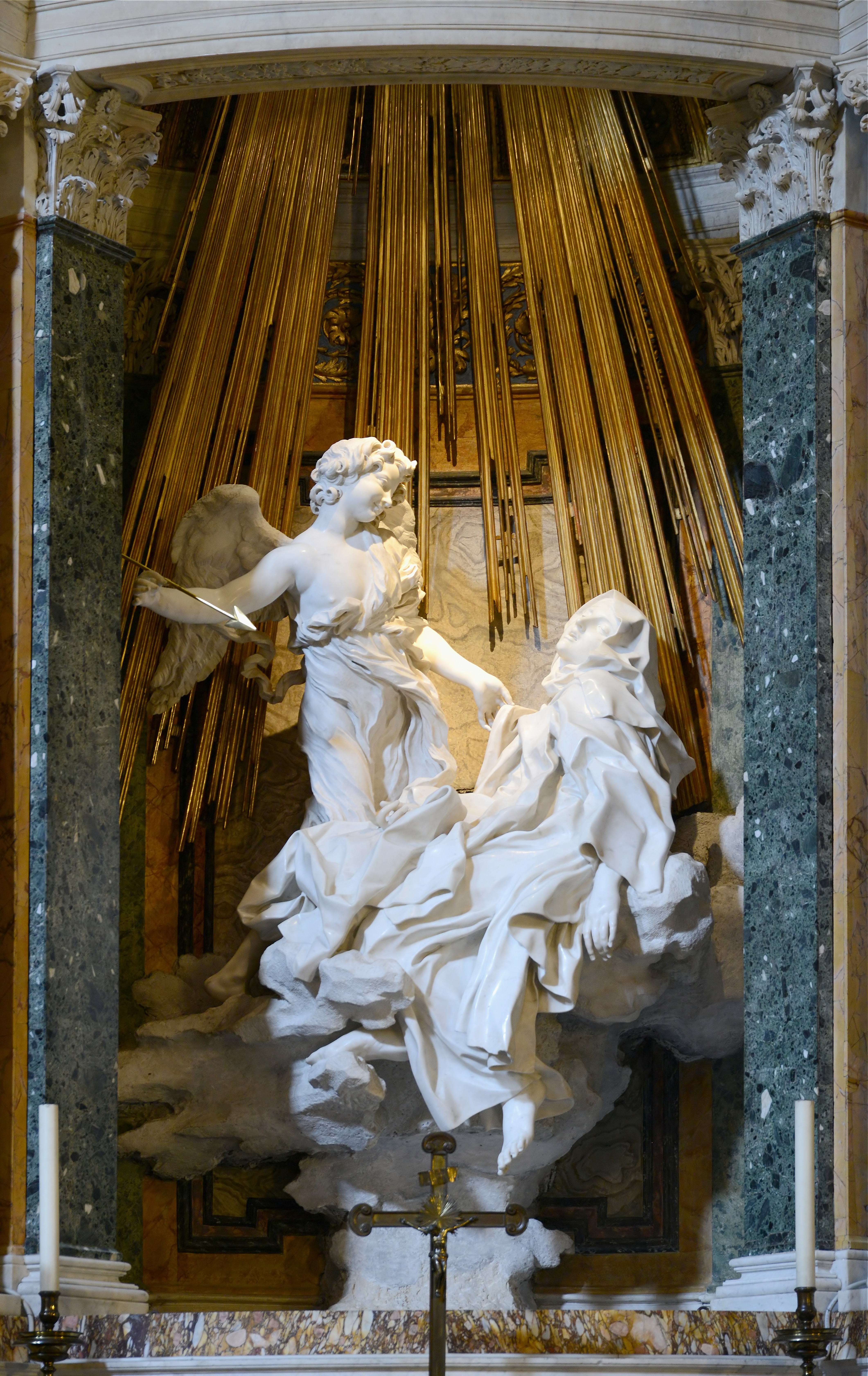
Экстаз святой Терезы. Скульптурная композиция в церкви Санта-Мария-делла-Витториа. 1645—1652. Рим

В 1636 году, папа Урбан VIII, торопясь закончить с внешним убранством собора Святого Петра, велел Бернини, главному архитектору собора, построить две давно задуманные колокольни на фасаде. Основания под них были сделаны ещё при Карло Мадерно (архитектор нефа и фасада) десятилетием ранее. После того, как в 1641 году первая башня была построена, на фасаде начали появляться трещины, однако, как ни странно, работы на второй башне были продолжены и был сооружён первый ярус. Несмотря на трещины, работы были остановлены только в июле 1642 года, ввиду финансовых трудностей, испытываемых Святым Престолом из-за войны за Кастро. После смерти Урбана в 1644 году и восшествия на престол Иннокентия X из семьи Памфили, врагов семьи Барберини, противники Бернини (особенно Борромини) раздули большую шумиху из-за трещин, предрекая разрушение всего собора и возлагая вину на Бернини. Исследование показало, что причиной были дефекты оснований башен, спроектированных Мадерно, и вины Бернини в произошедшем не было. Это было подтверждено и более поздним расследованием, предпринятым в 1680 году, в период правления папы Иннокентия XI.
Тем не менее репутация Бернини была серьёзно подорвана и в феврале 1646 года его противники убедили папу отдать приказ о сносе башен, что навлекло на Бернини большое унижение и серьёзный финансовый ущерб. После этой неудачи, одной из немногих в его карьере, он ушёл в себя: по словам его сына, Доменико, его так и незаконченная статуя того периода «Истина, раскрытая Временем» задумывалась как самоутешительный комментарий к случившемуся, выражавший его веру в то, что Время откроет Истину об этой истории и полностью его оправдает, как в конце концов и случилось.

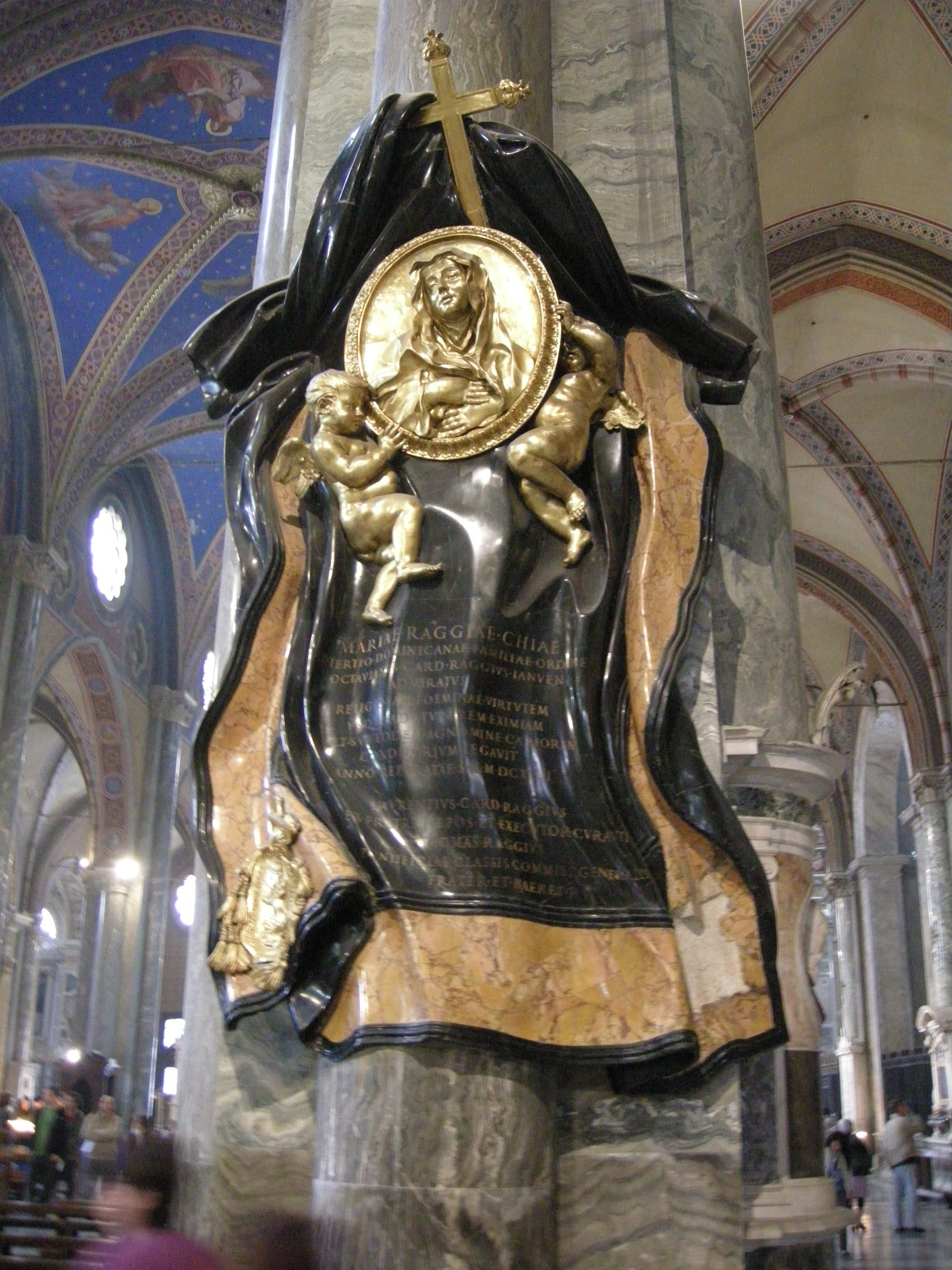
Мемориал Марии Раджи, 1651.

Впрочем, Бернини отчасти сохранил покровительство, даже папское. Иннокентий X оставил за Бернини все посты, на которые того назначил Урбан. Под руководством Бернини продолжались работы по украшению нефа собора Святого Петра, что включало в себя сложный многоцветный мраморный пол, мраморную облицовку стен и пилястров, а также множество лепных статуй и рельефов. Папа Александр VII как-то пошутил: «Если вынести из собора всё, что сделал кавалер Бернини, там останутся только голые стены». В самом деле, после всех трудов Бернини в соборе на протяжении нескольких десятилетий, именно ему принадлежит львиная доля ответственности за производимое собором эмоциональное и эстетическое воздействие. Ему также позволили продолжить работу над усыпальницей Урбана VIII, несмотря на неприязнь Иннокентия к семье Барберини. Несколько месяцев спустя Бернини, при спорных обстоятельствах, добился престижного заказа от Памфили на постройку фонтана Четырёх Рек на Пьяцца Навона, подведя черту под своим позором и начав новую славную главу своей жизни.
Если и были какие-то сомнения в художественном таланте Бернини, то успех фонтана Четырёх Рек окончательно развеял их. Бернини продолжал получать заказы от высокопоставленных представителей римской аристократии и духовенства, а также как из-за пределов Рима, к примеру, от герцога Модены Франческо д’Эсте. В этих условиях талант Бернини достиг подлинного расцвета. Им были разработаны новые типы погребальных монументов, как например, парящий медальон на мемориале монахини Марии Раджи в церкви Санта-Мария-сопра-Минерва. Капелла Раймонди в церкви Сан-Пьетро-ин-Монторио показала, как Бернини мог пользоваться скрытыми источниками освещения для отображения божественного вмешательства в своих скульптурных повествованиях.
Капелла Корнаро в Санта-Мария-делла-Витториа стала примером умения Бернини соединять скульптуру, архитектуру, фрески, лепнину и освещение в «чудесное целое» (bel composto, по выражению Филиппо Балдучини, одного из ранних биографов Бернини) и создавать то, что Ирвинг Левин назвал «единством изобразительных искусств». Центральной точкой капеллы является скульптурная группа, изображающая экстаз испанской монахини Терезы Авильской. Бернини представляет зрителю яркую картину, выполненную в блестящем белом мраморе: замершая Тереза и ангел с безмятежной улыбкой, осторожно направляющий стрелу в сердце святой. По обе стороны от скульптуры расположены своего рода театральные ложи, с рельефными изображениями членов семьи Корнаро — венецианской семьи, в честь которой сооружена капелла, включая кардинала Федерико Корнаро, который и заказал капеллу Бернини — погружённых в разговор между собой, предположительно, о событии, происходящем перед ними. Результатом стала сложная, но тонко организованная среда, обеспечивающая возвышенную духовную обстановку для максимальной передачи зрителю ощущения чудесного события.
Это было проявлением художественной силы мастера, объединившим в себе различные формы изобразительного искусства, бывшие в распоряжении Бернини, включая скрытое освещение, позолоченные лучи, архитектурную перспективу, потайные линзы и более двадцати различных видов цветного мрамора: всё это объединилось в одном произведении — «совершенный, впечатляющий, затрагивающий глубокие чувства цельный ансамбль».

### Благоустройство Рима при Александре VII

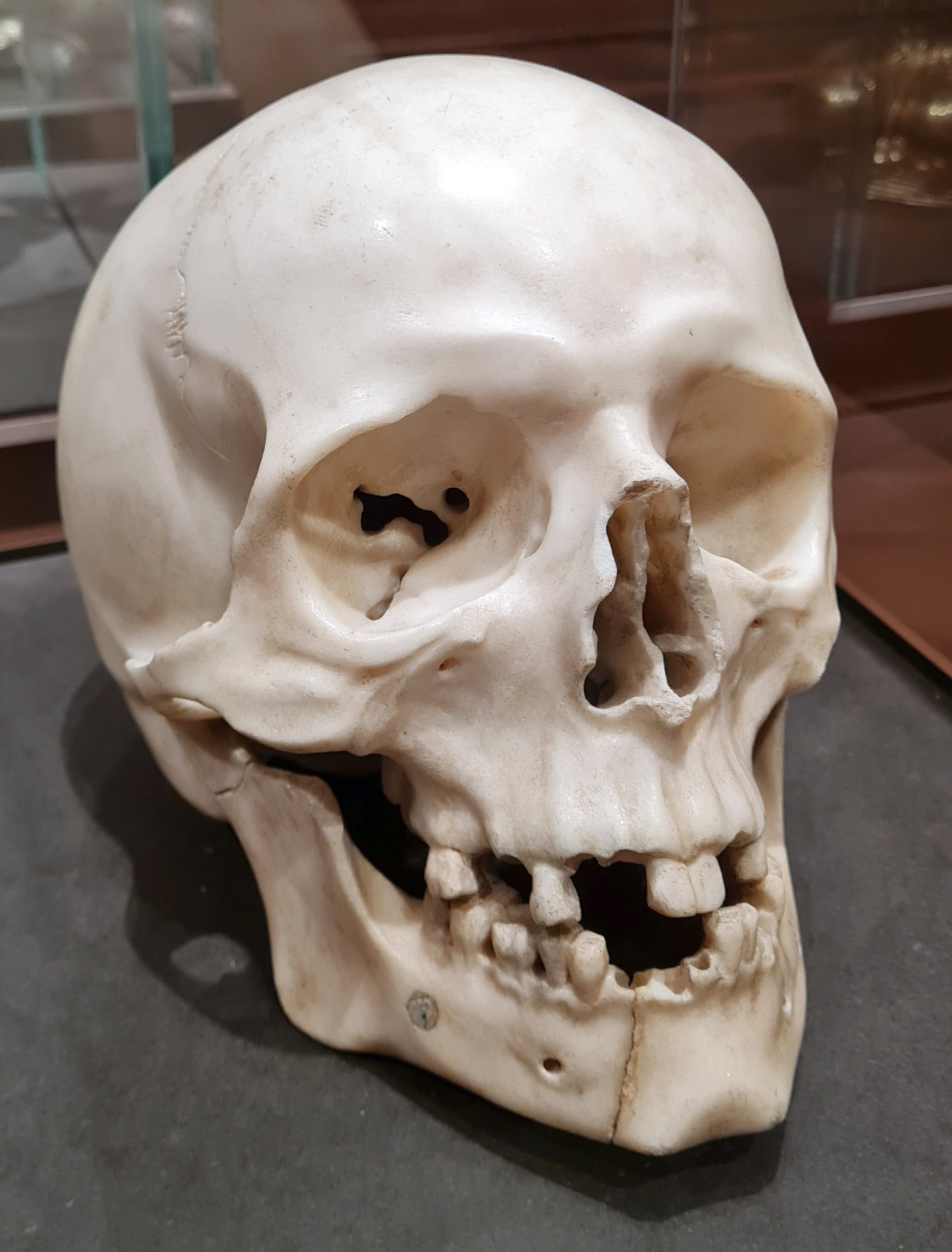
Мраморный череп работы Бернини, созданный по заказу папы Александра VII. Галерея старых мастеров, Дрезден

Став папой, Александр VII приступил к реализации своего чрезвычайно амбициозного плана превратить Рим в великолепную мировую столицу путем систематического, решительного (и дорогостоящего) городского благоустройства. Таким образом, он внёс свою лепту в процесс постепенного воссоздания славы Рима — renovatio Romae — начатый в XV столетии папами периода Ренессанса. Александр немедленно поручил провести крупномасштабные архитектурные изменения города, в частности, соединить новые и существующие здания улицами и площадями. Во время его понтификата деятельность Бернини была сосредоточена на проектировании зданий (и их непосредственного окружения), так как там было больше возможностей.
Среди произведений Бернини в тот период нельзя не упомянуть площадь Святого Петра. На широком неупорядоченном пространстве он построил две массивных полукруглых колоннады, каждый ряд в которых состоит из четырёх белых колонн. В результате образовалась арена овальной формы, на которой граждане, гости города и паломники могли стать очевидцами публичного появления папы — в лоджии на фасаде собора Святого Петра или на балконах соседних дворцов Ватикана. Часто сравниваемое с двумя руками, которыми собор охватывает толпу, творение Бернини расширило символическое величие Ватикана, создав «волнующее раздолье» и став, с архитектурной точки зрения, «несомненным успехом».
Изменения, сохранившиеся до наших дней, Бернини проделывал и в других областях Ватикана. Кафедра Святого Петра была реконструирована в монументальное бронзовое сооружение и стала соответствовать по великолепию Киворию Святого Петра, построенному в соборе ранее. Реконструкция Скала Реджа (Королевская лестница), лестницы, соединяющей собор Святого Петра и Ватиканский дворец, проведённая Бернини в 1663-66 гг., не так бросалась в глаза, однако стала настоящим вызовом искусству Бернини, который он преодолел с присущими ему изобретательностью и дальновидностью.
Не все работы Бернини того периода носили столь крупномасштабный характер. Заказ от иезуитов на постройку церкви Сант-Андреа-аль-Квиринале был относительно невелик и по размерам и по оплате. Сант-Андреа, как и площадь Святого Петра — в отличие от сложных геометрических ухищрений соперника Бернини, Франческо Борромини — сосредотачивается на простых геометрических формах, окружностях и овалах, создавая духовно насыщенную обстановку. Также, Бернини умерил количество цвета и украшений в здании, фокусируя зрителей на простоте. Скульптурное убранство тоже минимально. Кроме того, в этот период он занимался церковью Санта-Мария дель Ассунцьоне в Аричче, с круглыми куполами и трёхарочным портиком.

### Поездка во Францию

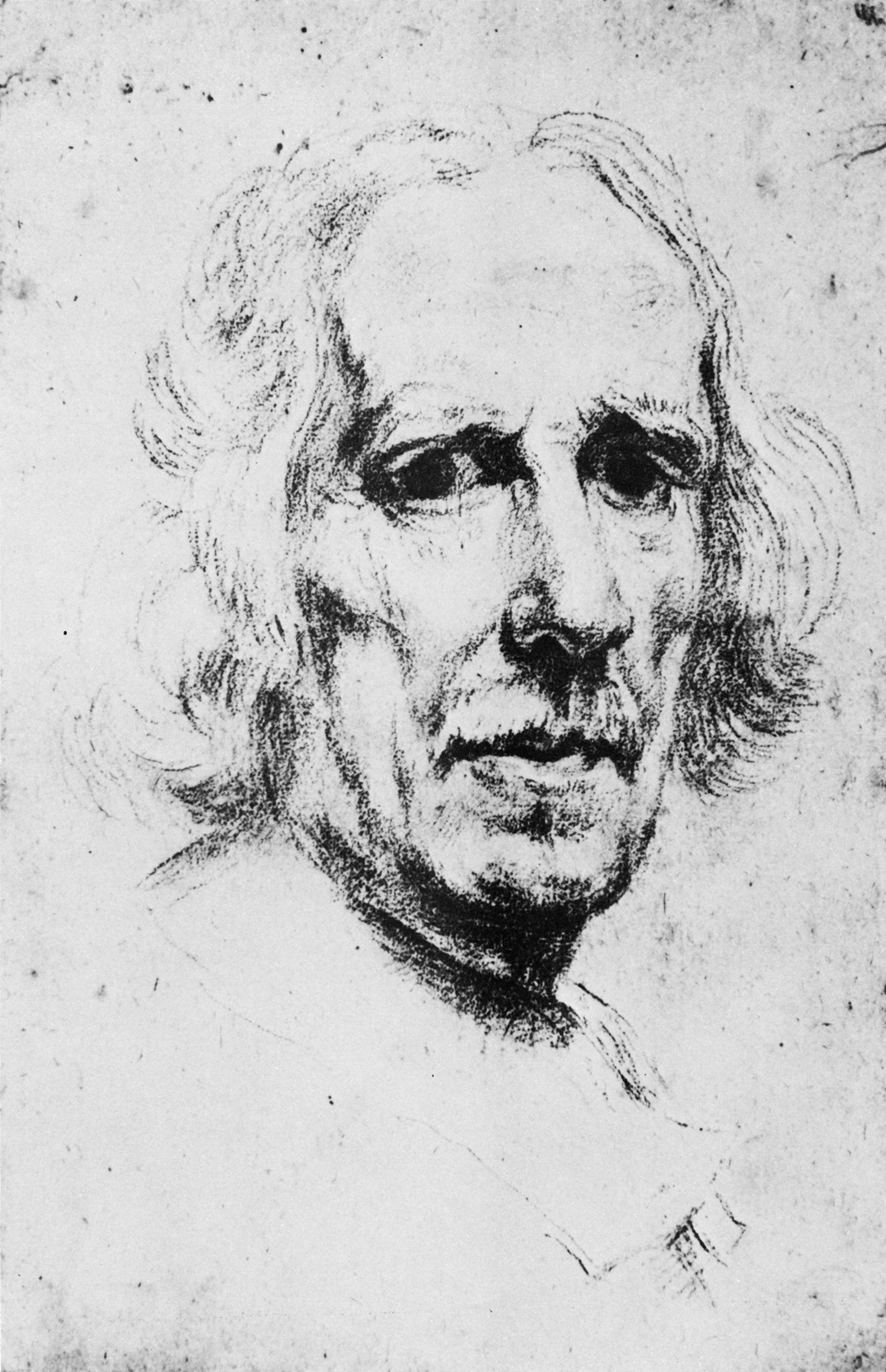
Автопортрет, 1665 г.

В апреле 1665 года, будучи самым видным художником в Риме, если не во всей Европе, Бернини под давлением папы Александра VII и французского королевского двора, отправился в Париж для работы над заказом Людовика XIV, которому был нужен архитектор для завершения работ в Лувре. Бернини пробыл в Париже около шести месяцев. Людовик назначил одного из своих придворных, Поля де Шантелу, в качестве сопровождающего и переводчика. Тот вёл о пребывании Бернини в Париже подробный дневник, в котором оказалась отражена большая часть поступков и высказываний Бернини.
Популярность Бернини была так велика, что во время его прогулок на улицах буквально собирались толпы. Однако вскоре всё испортилось. Бернини представил несколько вариантов проекта восточного фасада (наиболее важного фасада дворца) Лувра. Все они вскоре были отвергнуты. Ученые часто придерживаются мнения, что эскизы были отклонены из-за того, что Людовик и его финансовый советник Жан-Батист Кольбер считали их слишком итальянскими и слишком в стиле барокко. Однако Франко Мормандо указывает, что «эстетика никогда не упоминалась ни в одной из … сохранившихся записок» Кольбера и других советников двора. Причины отказа были исключительно утилитарны, а именно, физическая безопасность и удобство (к примеру, расположение уборных).

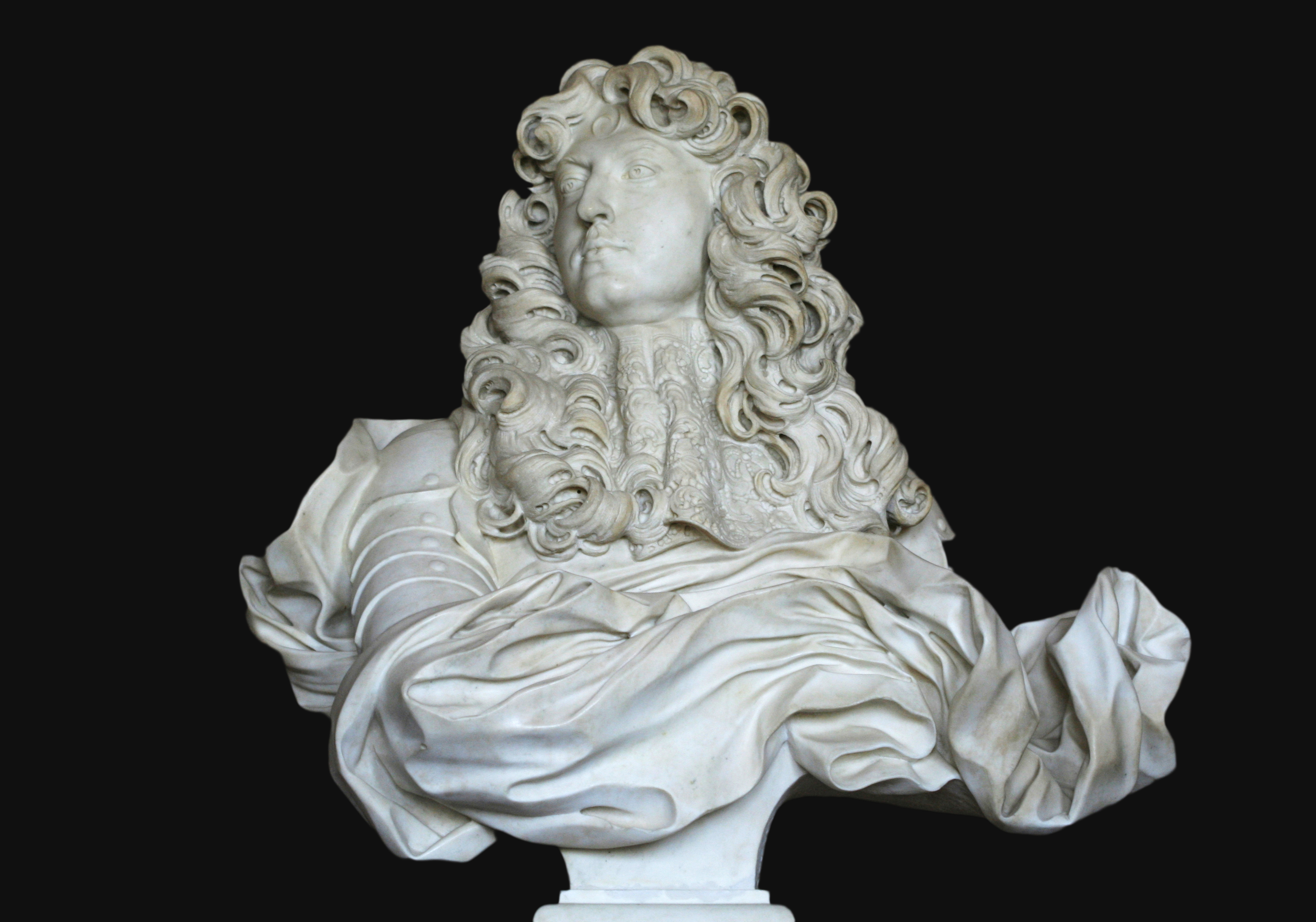
Бюст Людовика XIV, 1665.

Другие проекты постигла та же судьба. За исключением Шантелу, Бернини так и не обзавёлся друзьями во Франции. Его постоянные негативные отзывы о различных аспектах французской культуры, особенно об искусстве и архитектуре, вызывали много недовольства, особенно в сочетании с многочисленными похвалами итальянским (особенно римским) искусству и архитектуре; к примеру, он заявил, что картина Гвидо Рени стоит больше, чем весь Париж. Единственное произведение, оставшееся от его недолгого пребывания в Париже, это бюст Людовика XIV. Вернувшись в Рим, Бернини изваял монументальную конную статую Людовика XIV, когда она наконец попала в Париж (в 1685 году, уже после смерти автора), французский король нашёл её отвратительной и даже хотел уничтожить; вместо этого она была переделана в изображение древнего римского героя Марка Курция.

### Последние годы

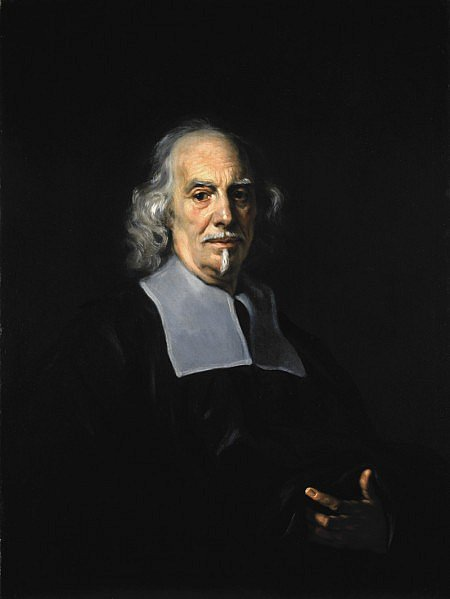
Джан Лоренцо Бернини в 1665 году, портрет кисти Дж. Б.Гаулли.

После возвращения из Парижа Бернини, по заказу Александра VII, работал над убранством капеллы Киджи (семейной капеллы Александра) в церкви Санта-Мария-дель-Пополо, в частности, изваял статуи пророков Аввакума и Даниила. В 1668 году Бернини закончил конную статую Константина Великого, начатую ещё в 1654 году. Статуя установлена в нише на лестнице Скала Реджа и изображает момент божественного видения, явленного императору, после которого он одержал важную победу и прекратил гонения на христианство. Последней крупной работой мастера, законченной до его смерти, стала гробница папы Александра VII в соборе Святого Петра. Скульптурная группа включает в себя коленопреклонённого Александра, четыре женские фигуры, изображающие добродетели, свойственные усопшему при жизни, и Смерть с песочными часами в руках. По мнению Э.Панофски, этот монумент стал вершиной европейского погребального искусства, чью творческую изобретательность последующие мастера не могли даже надеяться превзойти.

### Смерть

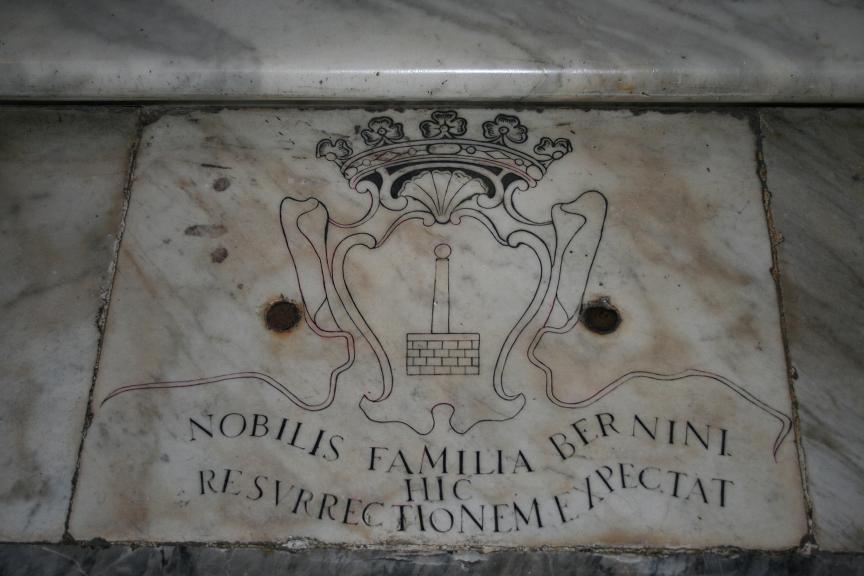
Могила Бернини в церкви Санта-Мария-Маджоре

Бернини умер в Риме в 1680 году. Похоронен вместе с родителями в церкви Санта-Мария-Маджоре, скромно, без всякого монумента. Справа от главного алтаря и кивория имеются две мраморные ступени. В плите пола имеется семейный герб, а на нижней ступени латинская надпись: «Ioannes Laurentius Bernini — Decus Artium et Urbis — Hic Humiliter Quiescit» (Джованни Лоренцо Бернини, слава искусств и города, здесь покоится смиренно).

## Личная жизнь
В конце 1630-х у Бернини был роман с замужней дамой по имени Констанца, женой одного из его помощников, Маттео Бонучелли (Бонарелли). В разгар романа Бернини даже изваял мраморный бюст своей избранницы (музей Барджелло, Флоренция). Позднее у неё был роман с его младшим братом, который был ближайшим помощником Бернини в мастерской. Узнав об этом, Бернини пришёл в ярость, преследовал брата по улицам Рима, намереваясь его убить, а также послал слугу изрезать бритвой лицо Констанце. Слуга был заключён в тюрьму, Констанца также подверглась заключению, за прелюбодеяние. Женился Бернини только в мае 1639 года, когда в возрасте 41 года заключил договорной брак с двадцатидвухлетней римлянкой Катериной Тецио. Она родила ему одиннадцать детей, включая Доменико Бернини, который стал первым биографом своего отца.

## Эстетическая теория и творческий метод
Выдающийся мастер не оставил теоретических трудов об искусстве, но в его высказываниях, собранных биографами, выявляется оригинальная эстетическая теория стиля барокко в архитектуре, скульптуре и живописи. Самым важным источником является биография мастера, написанная его младшим сыном Доменико под названием «Vita del Cavalier Gio. Lorenzo Bernino», опубликованная в 1713 году. В 1682 году издана «Жизнь Бернини» Филиппо Балдинуччи. Французский коллекционер и меценат Поль Фреар де Шантелу вёл дневник во время четырёхмесячного пребывания художника во Франции с июня по октябрь 1665 года. Шантелу писал свои мемуары на французском языке, но фразы Бернини приводил на итальянском. Кроме того, имеется биографическое повествование «Вита Бревис Бернини», написанное его старшим сыном, монсеньором Пьетро Филиппо Бернини, в середине 1670-х годов.
В своей теории Бернини исходил из важного утверждения Микеланджело о различиях искусства скульптуры и лепки; первое основано на способе формовычитания (итал. per forza di levare) — удаления лишнего материала из начальной массы каменного или иного блока; второй — на способе формосложения (итал. per via di porre ) — прибавления объёма из мягких материалов). Схожим образом Микеланджело определял специфику скульптуры и живописи (осязательного и живописного подходов к изображению натуры).
В биографии, составленной Доменико Бернини, есть такие строки: На вопрос Ришельё, какая разница между скульптурой и живописью, Бернини ответил: «Скульптура передает то, что есть, живопись — то, чего нет», прибавив, что «живопись заключается в дополнении [натуры], а скульптура — в убавлении». Бернини сочетал оба метода: он лепил свои «боццетти» (итал. bozzetto — эскиз, набросок) из мягких материалов (гипса, цемента, глины на каркасе), пользуясь живописным методом трактовки формы, а затем переводил такие эскизы в мрамор. В результате и в мраморной статуе сохранялась уникальная живописность, пластичность, «текучесть» формы. В музее Ватикана хранятся «боццетти», созданные Бернини в процессе работы над статуями для кафедры собора Св. Петра.
Бернини следовал общей тенденции развития художественной формы: от периода кватроченто и римского классицизма начала XVI века к экспрессии, динамичности и живописности формы в эпоху барокко. При этом, как это свойственно гениям, он интуитивно ощущал главную закономерность такого исторического процесса: размывание границ между отдельными видами искусства и дематериализацию формы. Бернини смело соединял мраморы разных цветов. Тяжелые детали из позолоченной бронзы — одеяния фигур — развеваются по воздуху, словно не существует силы тяжести. Это также одна из характерных черт стиля барокко. Архитектура становится живописной, а скульптура и живопись — «бестелесной». В связи с заказанным Бернини конным портретом Людовика XIV, в ответ на критику, что плащ короля и грива коня «как-то слишком изогнуты и разработаны наперекор тем правилам, которым следовали античные скульпторы», Бернини ответил: «То, что вы считаете моим недостатком, есть высшее достижение моего резца, которым я победил мрамор и сделал его гибким, как воск, и этим смог до известной степени объединить скульптуру с живописью. А то, что античные художники этого не делали, то это, может быть, происходило от того, что у них не хватало духу подчинять своей руке камни, как если бы они были из теста».

## Архитектура
Творения Бернини в области архитектуры включают в себя церковные и светские сооружения, а также работы по городскому благоустройству. Он улучшал существующие здания и проектировал новые. Наиболее известные его работы это колоннада перед собором Святого Петра, внутреннее убранство собора и площадь Святого Петра. Среди его работ в сфере светской архитектуры множество римских дворцов: после смерти Карло Мадерно Бернини взял на себя руководство возведением палаццо Барберини в 1630 г.; палаццо Людовизи (ныне палаццо Монтечиторио, начато в 1650 г.); и палаццо Киджи (ныне палаццо Киджи-Одескальки, начато в 1664 г.).
Его первыми архитектурными проектами стали ремонт церкви Санта-Бибиана (1624—1626) и балдахин Святого Петра (1624—1633), бронзовый полог над алтарём в соборе Святого Петра. В 1629 году, ещё до окончания работы над балдахином, по приказу папы Урбана VIII Бернини возглавил все архитектурные работы в соборе. Однако со вступлением на престол папы Иннокентия X из семьи Памфили Бернини впал в немилость: одной причиной была неприязнь папы к окружению предыдущего папы из семьи Барберини. Другой причиной стал инцидент с колокольнями, возведёнными для собора Святого Петра в период правления Урбана. Законченная северная башня и незавершённая южная были снесены в 1646 году по приказу папы Иннокентия — их излишняя массивность послужила причиной образования трещин на фасаде собора и угрожала более обширными повреждениями. Мнения о том, кого следует обвинять, разделились (в частности, соперник Бернини, Франческо Борромини, всячески распространял весьма экстремальную точку зрения о виновности Бернини). Официальное папское расследование в 1680 году окончательно реабилитировало Бернини, возложив всю вину на Карло Мадерно, который заложил недостаточно мощные фундаменты для башен. После смерти Иннокентия в 1655 году и вступления на престол Александра VII Бернини вернул себе ведущую роль в украшении собора и начал работы над площадью Святого Петра. Кроме того, среди значимых для Ватикана работ Бернини нужно упомянуть Скала Реджа (1663—1666) — монументальную лестницу, ведущую к Ватиканскому дворцу и кафедру Святого Петра — скульптурную композицию в апсиде собора Святого Петра, в дополнение к капелле Святого Причастия в нефе.

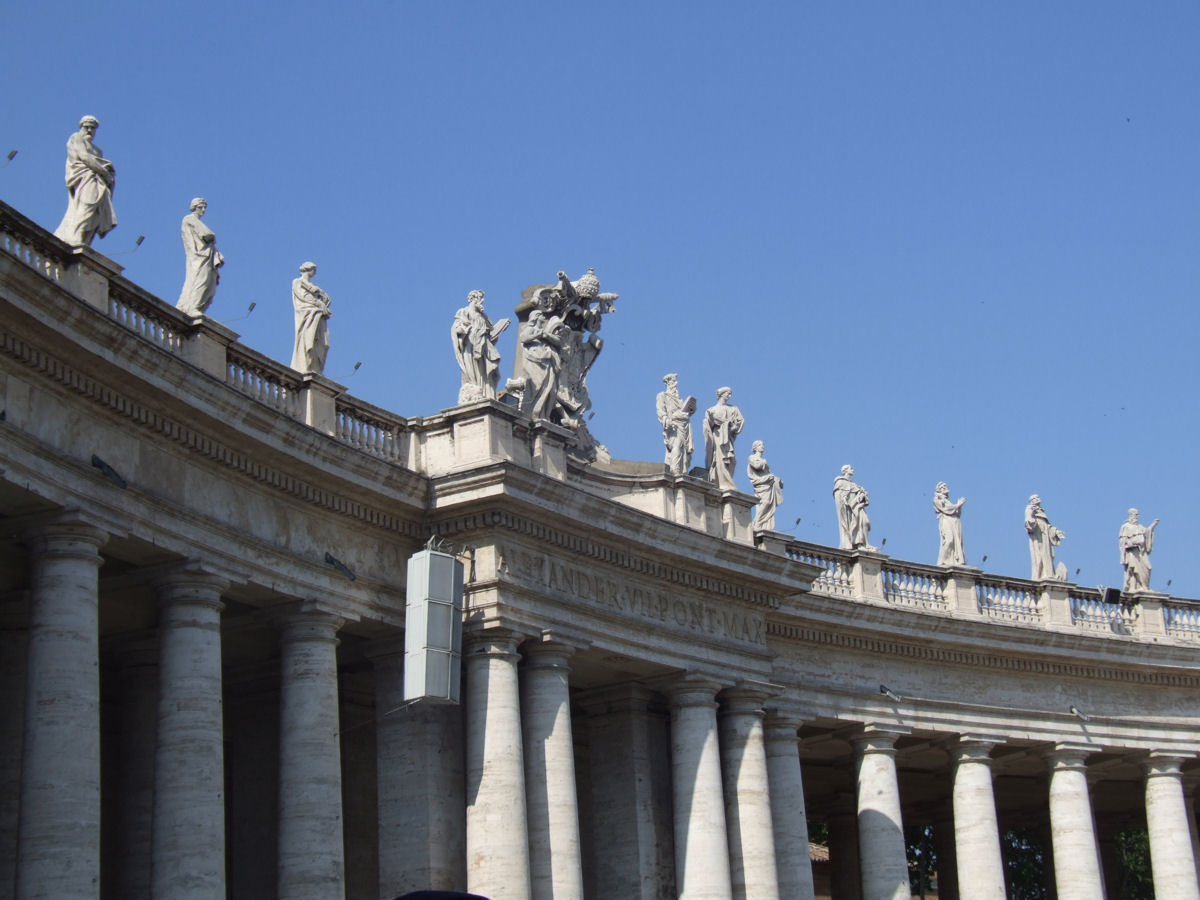
Колоннада на площади Святого Петра

Бернини в основном занимался уже существующими церквями, однако несколько церквей спроектированы им с нуля. Наиболее известна небольшая, но богато украшенная овальная церковь Сант-Андреа-аль-Квиринале (начата в 1658 г.), построенная для иезуитов, одно из немногих творений, которым, по словам сына Бернини, Доменико, отец был по-настоящему доволен. Бернини также проектировал церкви в Кастель-Гандольфо (Сан-Томмазо да Вилланова, 1658—1661) и в Аричче (Санта-Мария дель Ассунцьоне, 1662—1664).
В 1639 году Бернини приобрёл недвижимость в Риме на углу улиц via della Mercede и via di Propaganda. Он отремонтировал и расширил существовавший там палаццо, ныне это дома 11 и 12 по улице via della Mercede (иногда их называют палаццо Бернини, однако это название больше относится к дому семьи Бернини на Via del Corso, куда они переехали в XVIII веке). Отмечалось, как раздражался Бернини, видя из окон своего дома строительство церкви Сант-Андреа-делле-Фратте под руководством его соперника Борромини, а также снос капеллы Конгрегации евангелизации народов (построенной Бернини) и замену её капеллой работы Борромини.

## Римские фонтаны

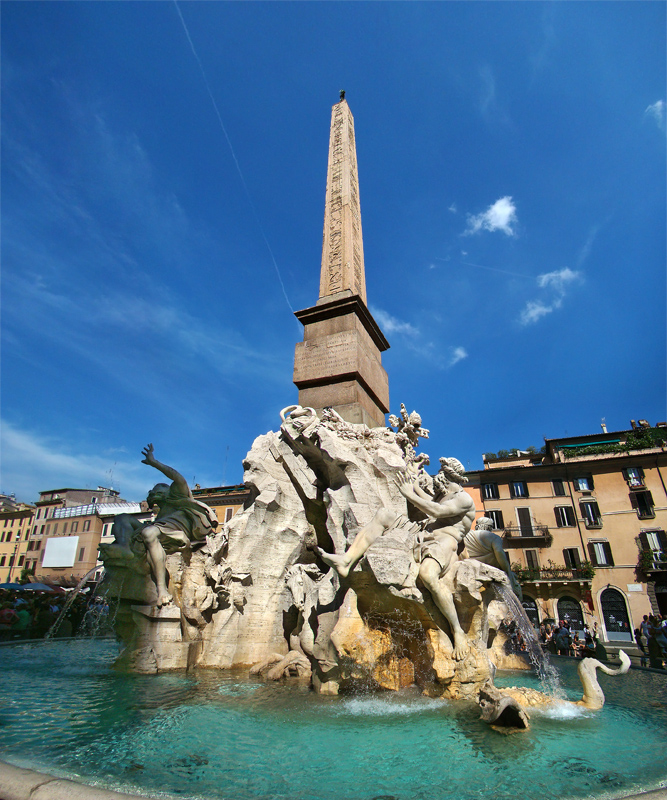
Фонтан Четырёх рек

Среди творений Бернини необходимо упомянуть его фонтаны, такие как фонтан Тритона и фонтан Пчёл. Фонтан Четырёх рек на Пьяцца Навона это шедевр зрелищности и политической аллегории. Часто можно услышать историю, о том, что Бернини специально изваял одного из речных богов неодобрительно взирающим на близ расположенную церковь Сант-Аньезе-ин-Агоне, фасад которой был спроектирован Франческо Борромини, извечным соперником Бернини. Это, разумеется, ошибочно, фонтан был построен за несколько лет до окончания работ над фасадом. Также Бернини автор скульптуры Мавра для Мавританского фонтана (1653) на Пьяцца Навона.

## Другие работы

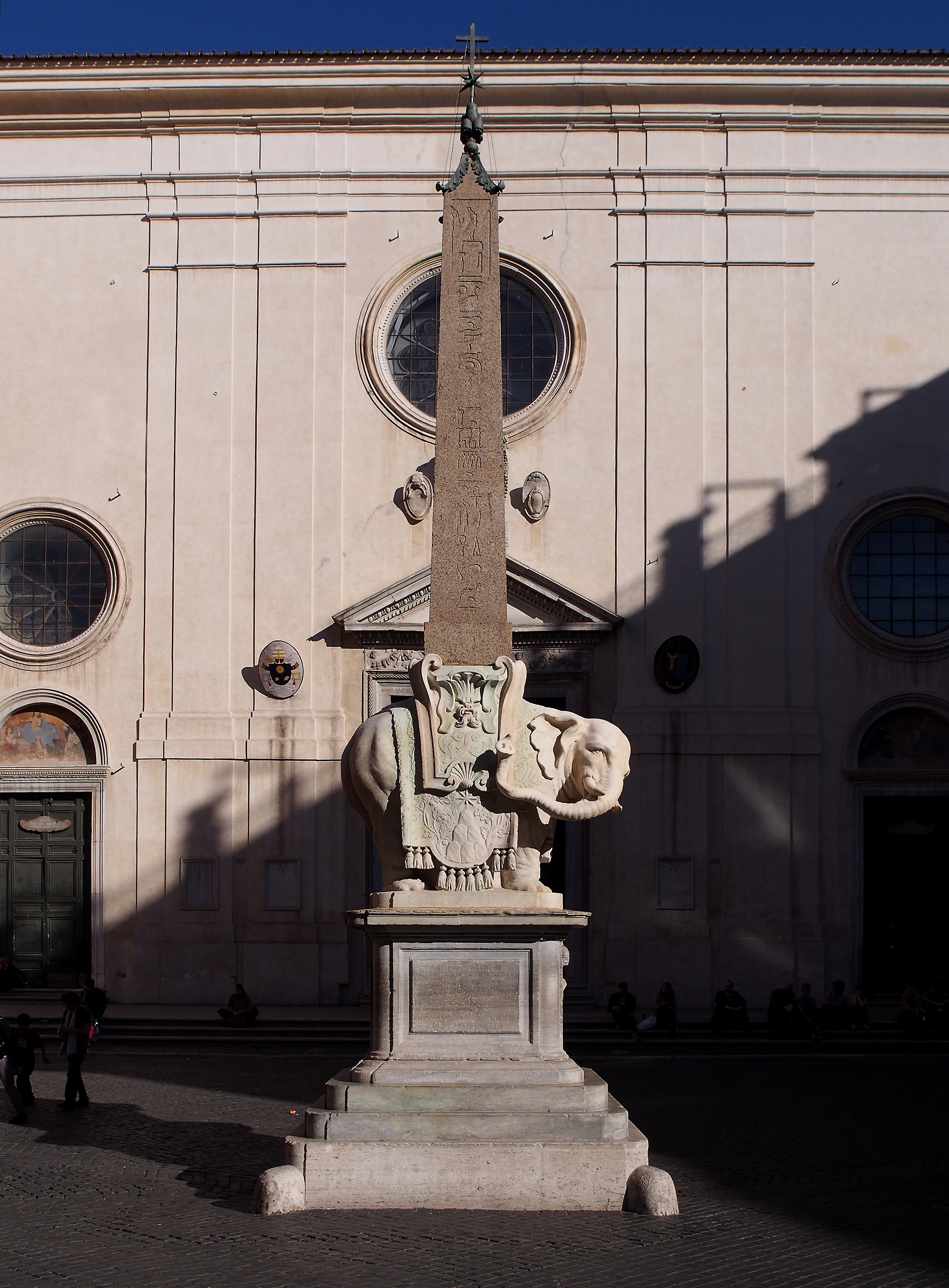
Обелиск на площади Минервы

В 1665 году папа Александр VII, обнаружив близ церкви Санта-Мария-сопра-Минерва древнеегипетский обелиск, решил установить его перед церковью на площади Минервы и поручил работу Бернини. В 1667 году памятник был открыт, основанием обелиска послужило скульптурное изображение слона по рисунку Бернини. Надпись на постаменте упоминает Исиду, Минерву и то, что всё принадлежавшее им, ныне принадлежит Деве Марии, которой посвящена церковь рядом. Саму статую изготовил ученик Бернини — Эрколе Феррата. Популярная легенда гласит, что при внимательном наблюдении можно заметить, что слон улыбается, хвост отодвинут в сторону, а мышцы задних ног напряжены, словно он собрался испражниться. Между тем зад слона направлен точно на штаб-квартиру доминиканского ордена и место службы отца Джузеппе Палья, одного из основных недоброжелателей Бернини, и, таким образом, скульптура якобы является своего рода последним словом в конфликте. Впрочем, Франко Мормандо отмечает, что это всего лишь одна из многочисленных легенд вокруг Бернини и решительно отвергает саму возможность реальных оснований под ней.
Наряду с прочими небольшими заказами, в 1677 году, вместе с Э.Феррата Бернини изваял фонтан для лиссабонского дворца португальского рода де Эрисейра. Копируя свои более ранние фонтаны, Бернини использовал в композиции Нептуна и четырёх тритонов по периметру. Фонтан сохранился до наших дней, с 1945 года он установлен в саду дворца Келуш близ Лиссабона.
В 1620-х гг., поощряемый папой Урбаном VIII, который хотел поручить ему роспись Лоджии Благословений в соборе Святого Петра, Бернини начал серьёзно развивать и совершенствовать своё мастерство в качестве художника. Вероятно, первоначальные познания он получил от своего отца, тоже художника, а потом занимался в студии флорентийского художника Чиголи. Согласно ранним биографам, Бернини закончил, по крайней мере, 150 холстов, большинство из них в период 1620—1630 гг., однако лишь порядка 35-40 сохранившихся картин может быть уверенно отнесено к его работам. По большей части это лица крупным планом — в том числе несколько замечательных автопортретов — выполненные в свободной живописной манере, напоминающей его современника Веласкеса, мрачными контрастными цветами на простом фоне. Единственная надежно датированная работа — это изображение апостолов Андрея и Фомы, хранящаяся ныне в Лондонской национальной галерее. Сохранилось порядка 300 рисунков, но это лишь малая часть того количества, которое он, предположительно, создал за всю жизнь. В основном, это наброски его скульптурных и архитектурных заказов, рисунки в подарок друзьям и покровителям, а также законченные портреты, такие как портреты Агостино Маскарди (Национальная высшая школа изящных искусств, Париж), Шипионе Боргезе и Сисинио Поли (Библиотека Моргана, Нью-Йорк).
Среди тех, кто работал под руководством Бернини, — Луиджи Бернини, Стефано Сперанца, Джулиано Финелли, Андреа Больджи, Филиппо Пароди, Джакомо Антони Фанчелли, Франческо Баратта, Никодемус Тессин Младший, Франсуа Дюкенуа. Его соперниками в архитектуре были Франческо Борромини и Пьетро да Кортона, а в скульптуре Алессандро Альгарди.

## Биографии
Наиболее важным первичным источником сведений о жизни Бернини является биография, написанная его младшим сыном, Доменико, озаглавленная «Vita del Cavalier Gio. Lorenzo Bernino», начатая ещё при его жизни (прибл. 1675—1680) и опубликованная в 1713 году. Кроме неё, нужно упомянуть «Жизнь Бернини» Филиппо Балдинуччи, увидевшую свет в 1682 году и подробные записи Поля де Шантелу о пребывании Бернини во Франции «Journal du voyage en France du cavalier Bernin». Также есть короткая биографическая повесть «The Vita Brevis of Gian Lorenzo Bernini», написанная его старшим сыном Пьетро Филиппо Бернини в середине 1670-х гг..
До конца XX века считалось, что через два года после смерти Бернини королева Швеции Кристина, проживая в то время в Риме, заказала Балдинуччи биографию Бернини. Однако по результатам последних исследований стало ясно, что заказ исходил от сыновей Бернини (особенно старшего Пьетро Филиппо), которые поручили Балдинуччи написать биографию отца ещё в середине 1670-х гг., намереваясь опубликовать её ещё при его жизни. Это означает, что, во-первых, имя Кристины было использовано для прикрытия факта, что содержание биографии исходит прямо из семьи, и, во-вторых, повествование Балдинуччи во многом происходит от некой ранней версии более длинной биографии сочинения Доменико Бернини, о чём свидетельствует чрезвычайно большое количество дословно повторенного текста (другого объяснения такому количеству дословного повторения нет, кроме того известно, что Балдинуччи в своих биографиях постоянно копировал материалы, предоставленные семьями и друзьями). Как наиболее подробный рассказ и единственный, исходящий непосредственно от члена семьи художника, биография Доменико, хотя и опубликована позже, чем биография Балдинуччи, тем не менее представляет собой самый ранний и более важный полнометражный биографический источник сведений о жизни Бернини, даже с учётом того, что автор идеализирует субъекта и пытается представить в позитивном свете ряд нелестных фактов о его жизни и личности.

## Память
Бернини был увековечен портретом на лицевой стороне
итальянской купюры в 50 000 лир 1980—1990 гг (до того, как Италия перешла на евро), на другой стороне купюры изображена изваянная им конная статуя Людовика XIV. Ещё одним знаком непреходящего уважения к памяти Бернини стало решение архитектора Бэй Юймина поместить свинцовую копию вышеупомянутой статуи в качестве единственного художественного украшения площади перед входом в Лувр.
В 2000 году Дэн Браун сделал Бернини и несколько его римских творений важной частью повествования в своём приключенческом романе «Ангелы и демоны».
Именем Бернини назван кратер на Меркурии.

## Галерея

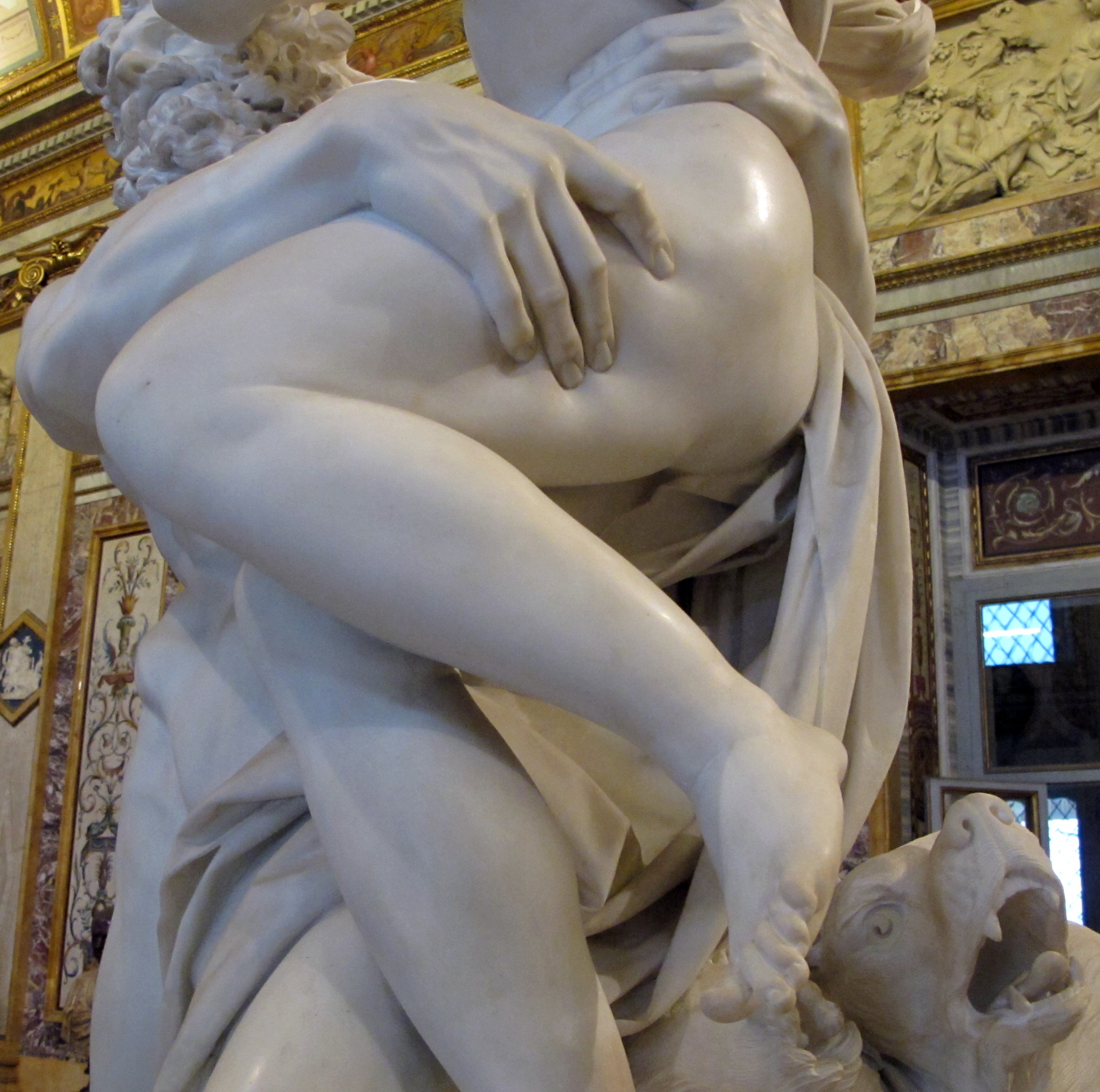
Похищение Прозерпины. Деталь
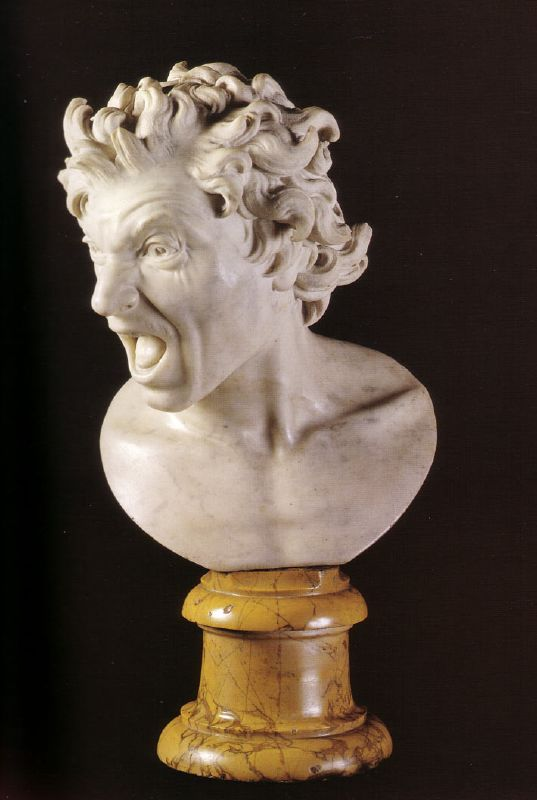
Проклятая душа
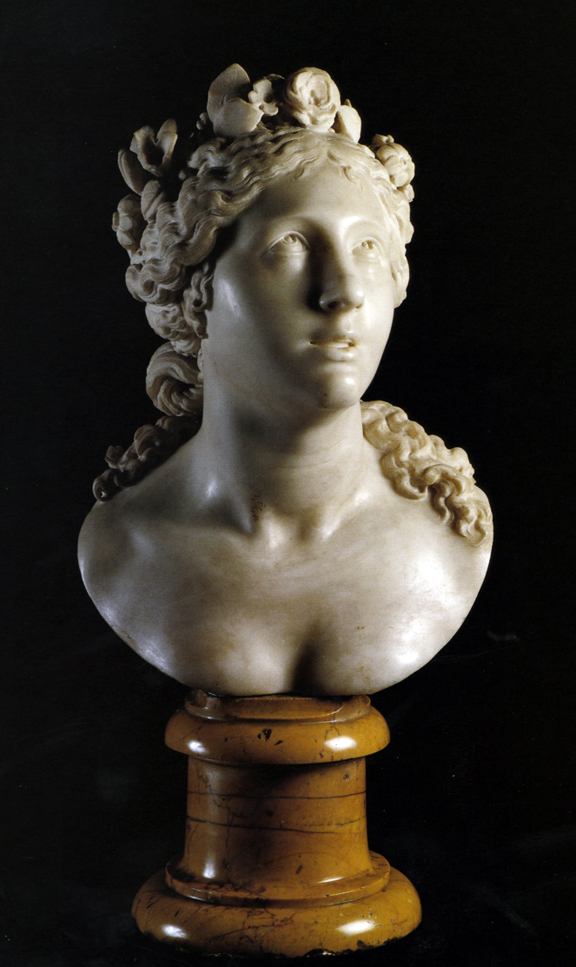
Блаженная душа
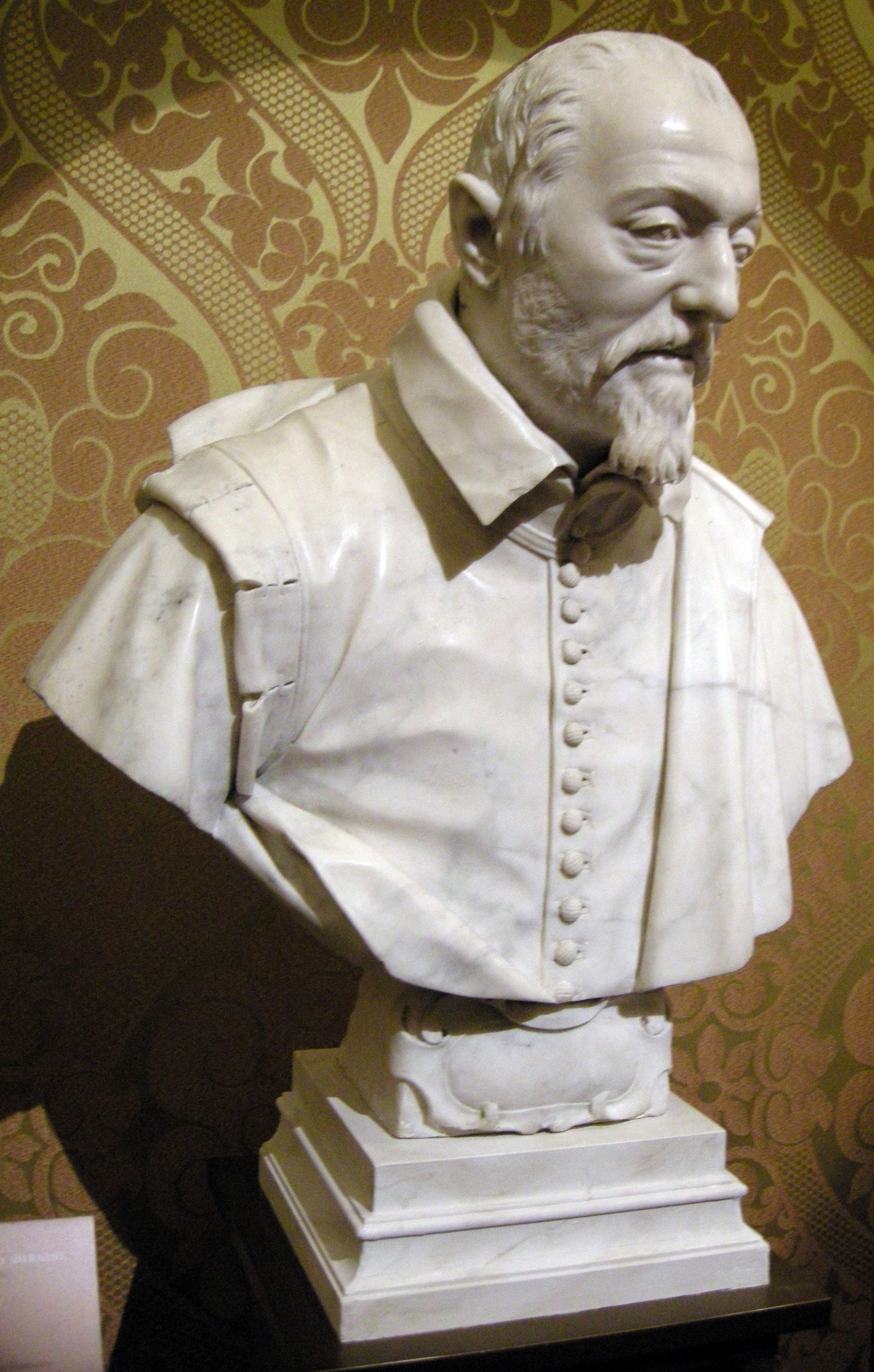
Бюст Антонио Чеппарелли
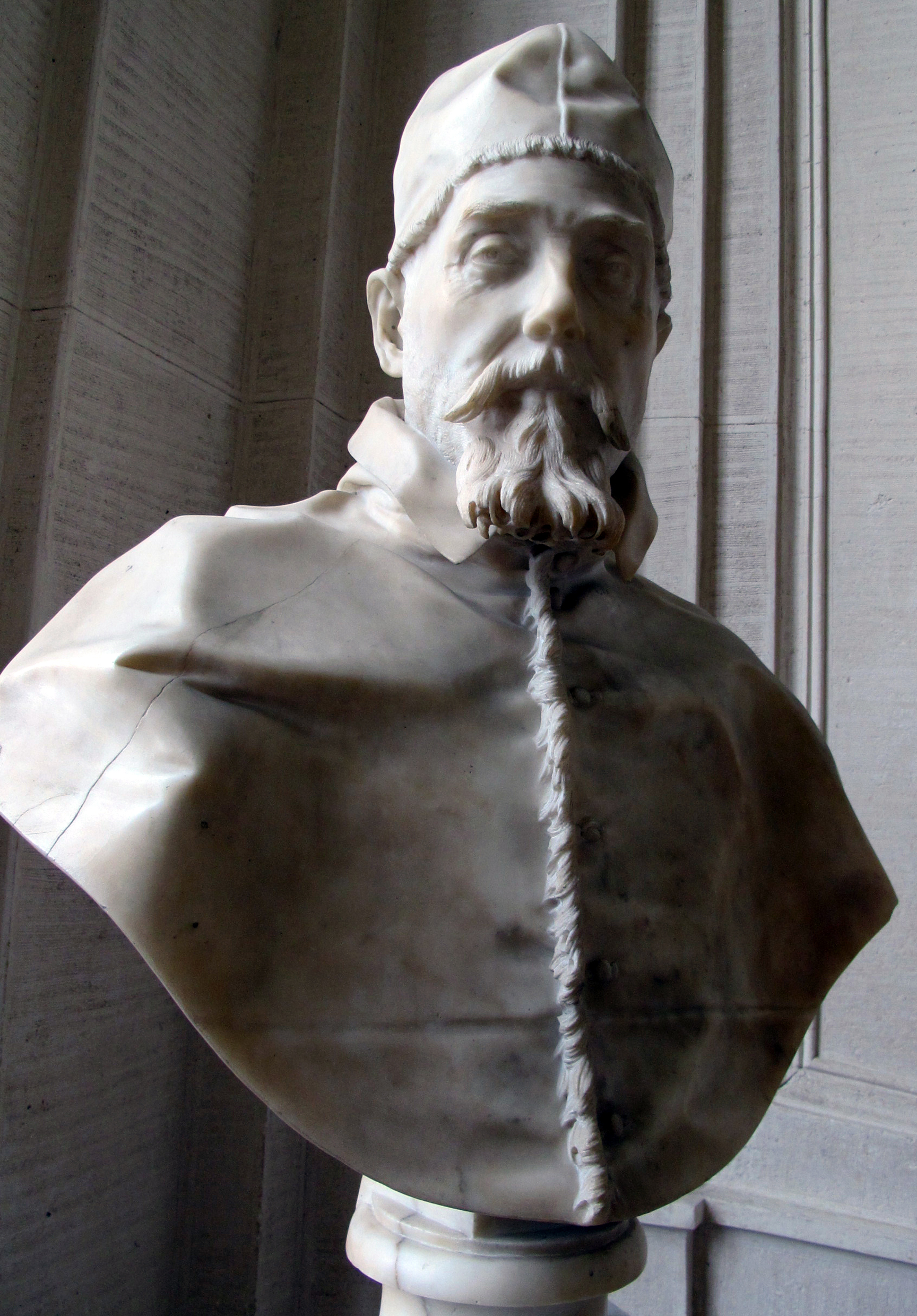
Бюст папы Урбана VIII
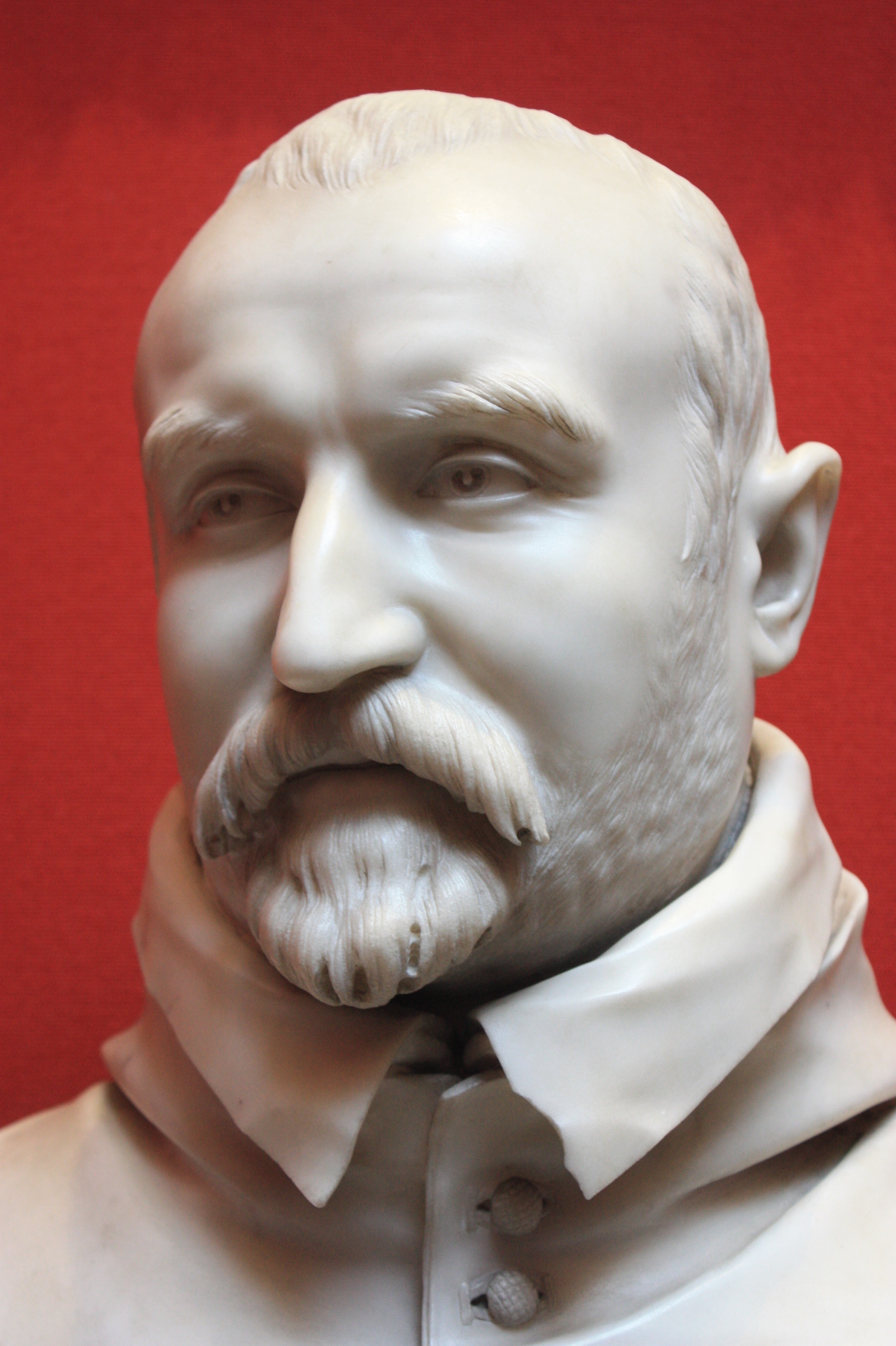
Бюст монсеньора Карло Антонио Поццо
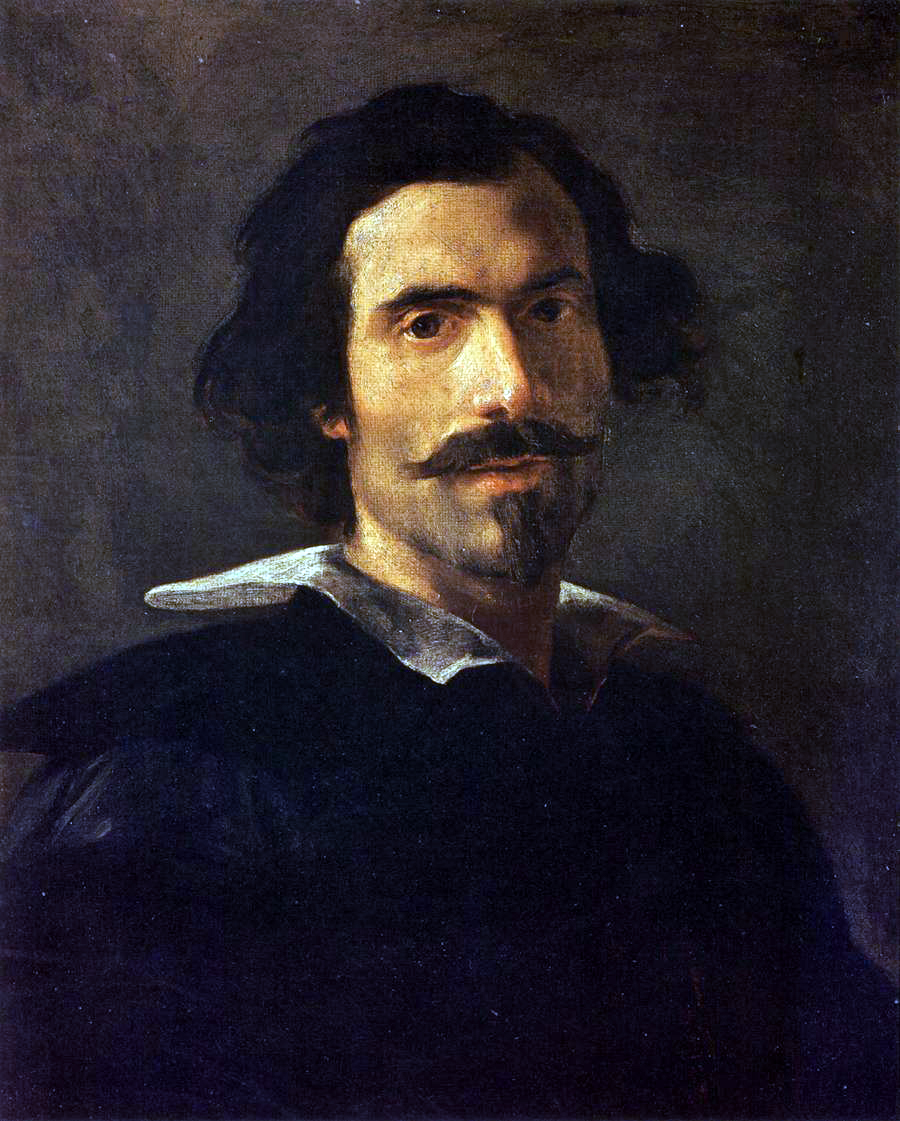
Автопортрет

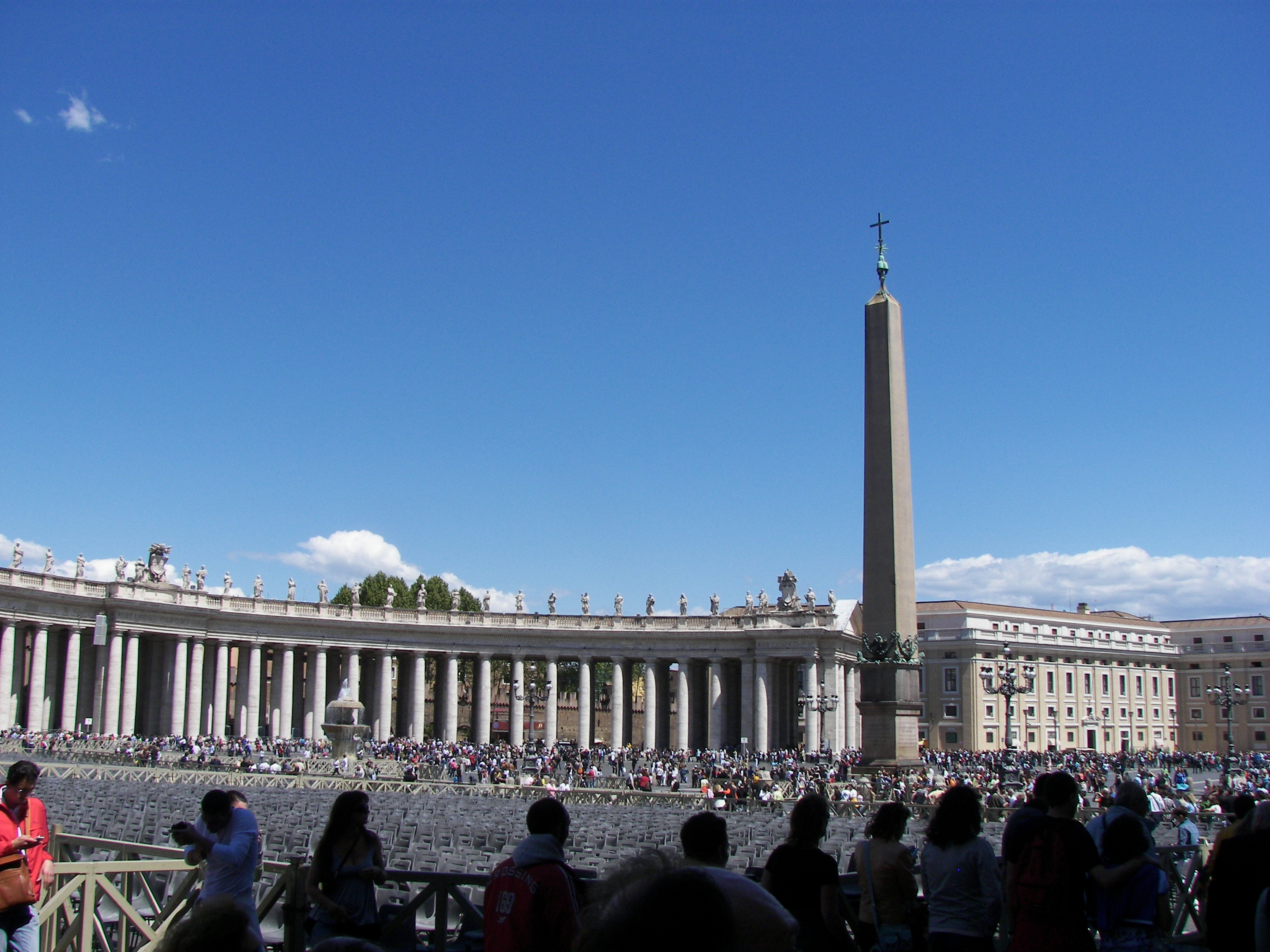
Колоннада Святого Петра
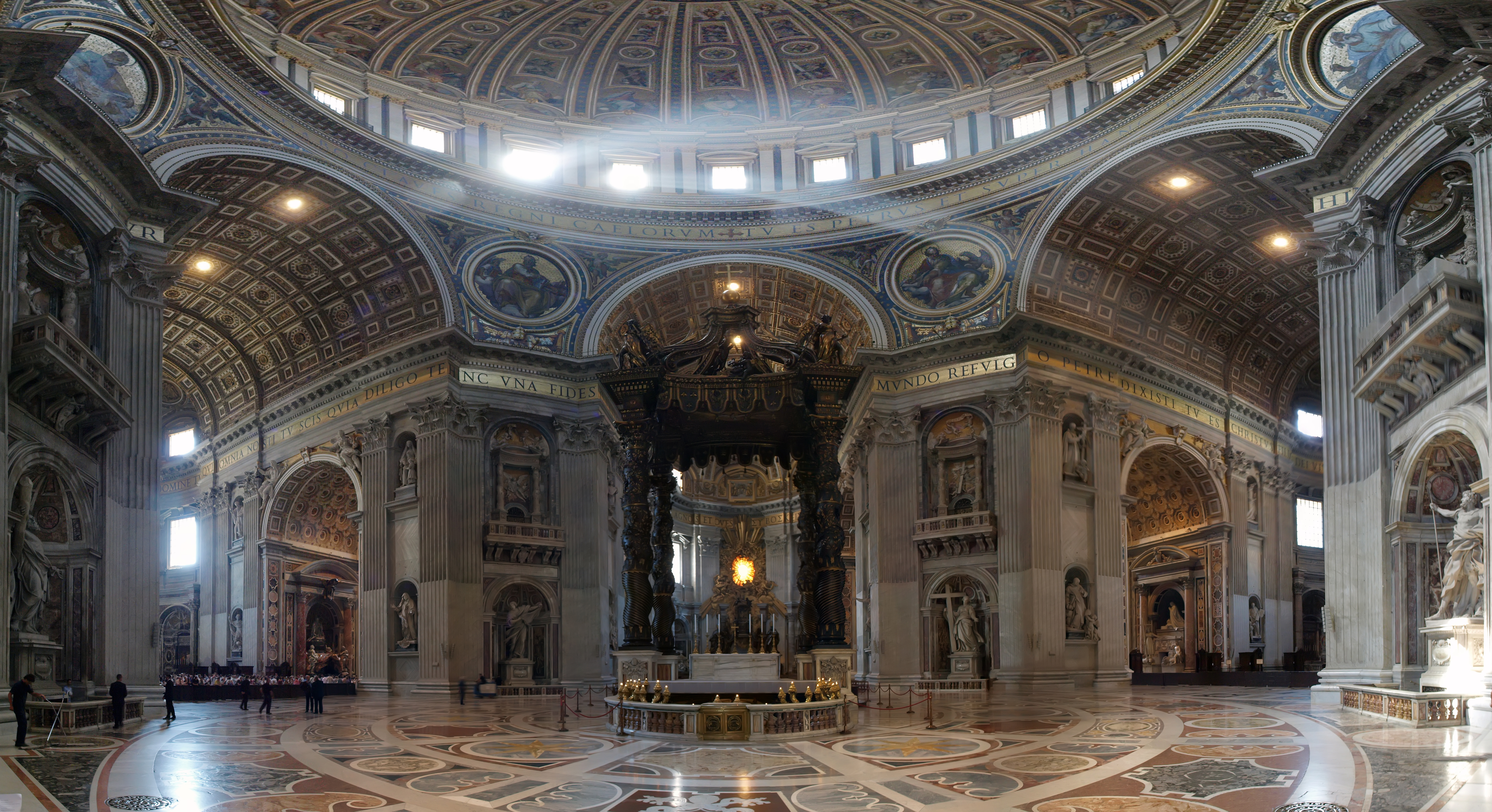
Киворий Святого Петра
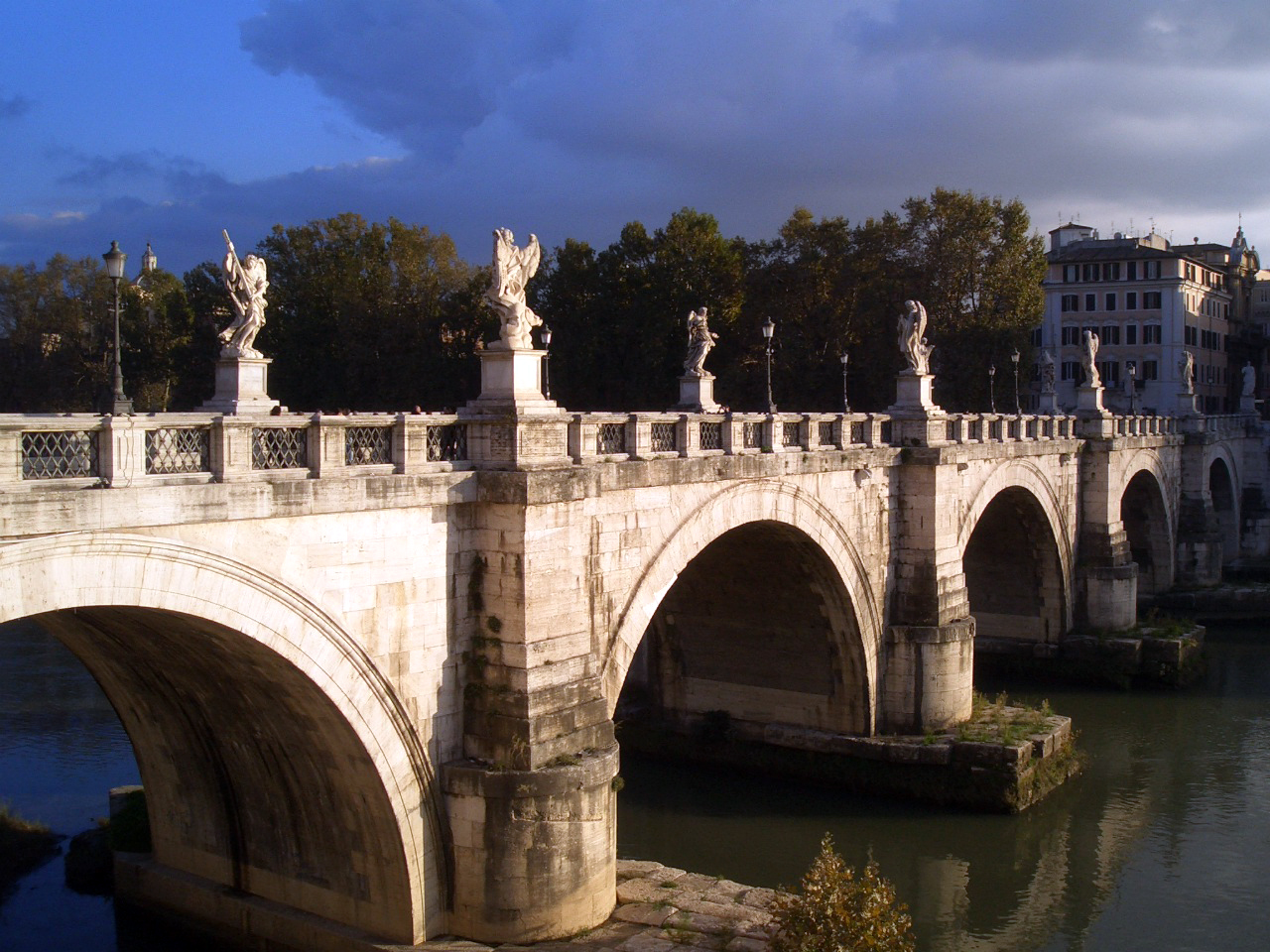
Скульптуры на мосту Святого Ангела